# Moggio Udinese

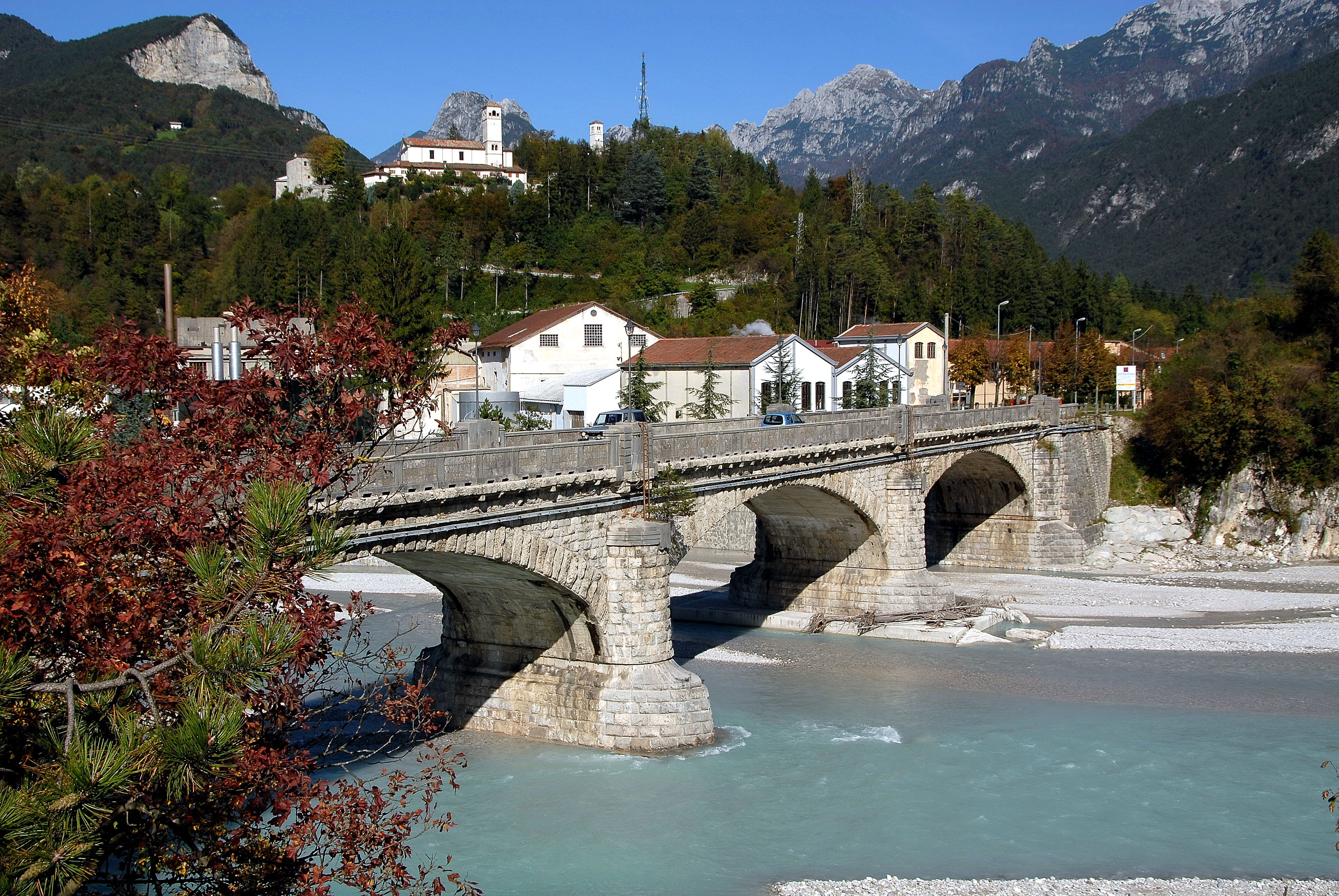
Fella-Brücke nach Moggio Udinese, Blick auf die Abtei San Gallo

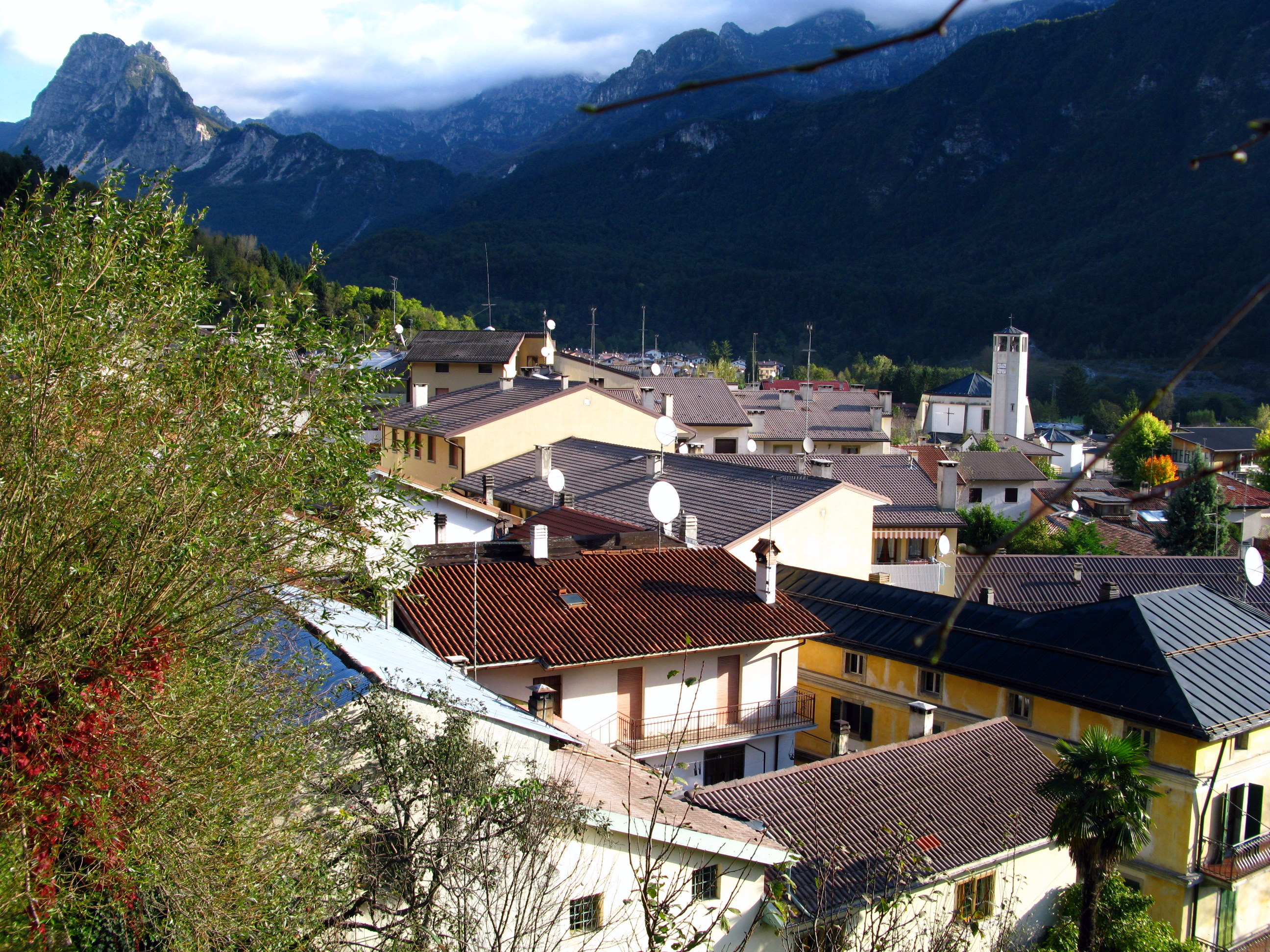
Moggio Basso (2008)

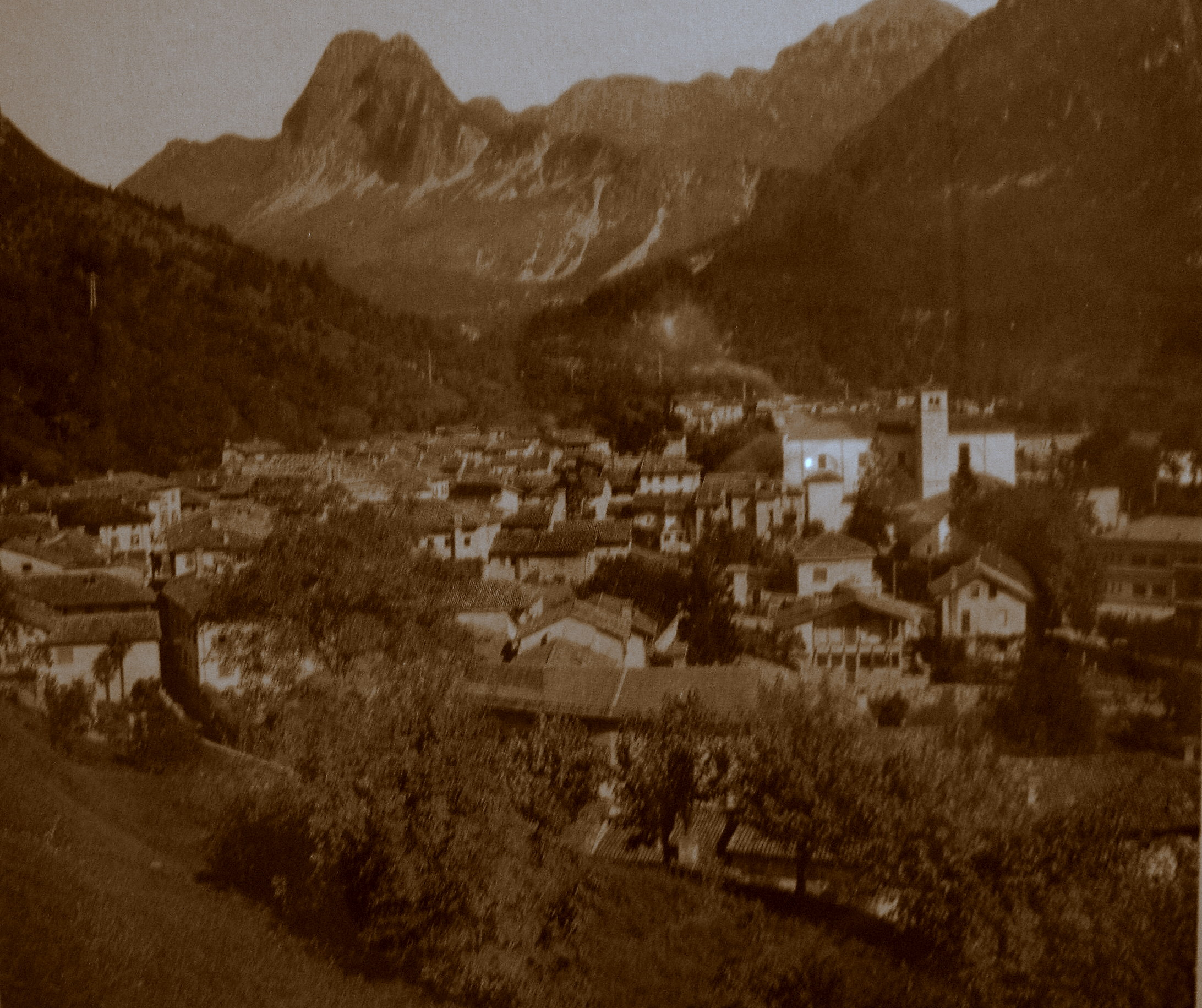
Moggio Basso vor dem Erdbeben von 1976

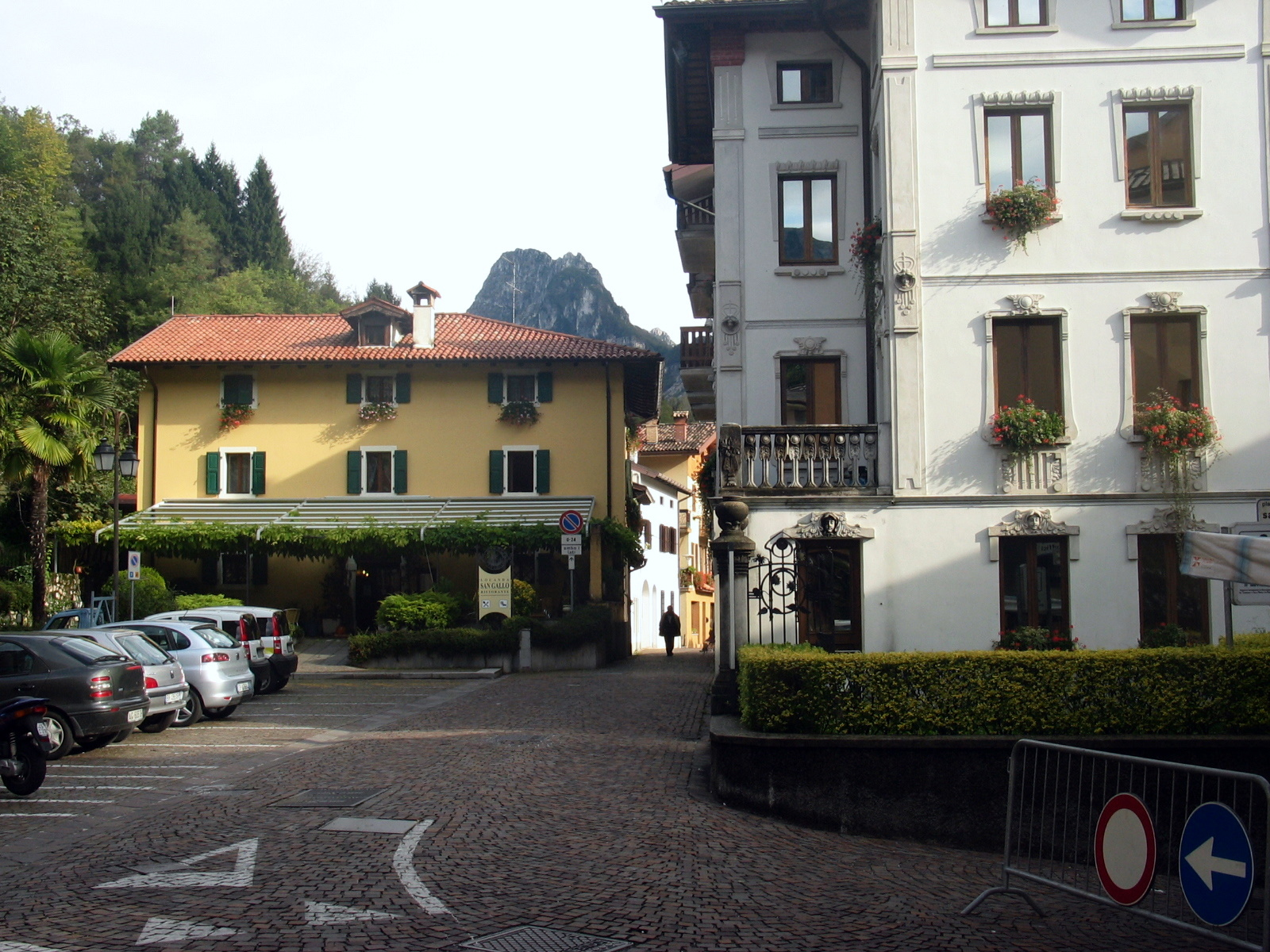
Ortszentrum Moggio Basso

Moggio Udinese (furlanisch Mueç, deutsch Mosach / Mosnitz, slowenisch Možac/ Možnicia) ist eine Gemeinde mit 1615 Einwohnern (Stand 31. Dezember 2023) in der norditalienischen Region Friaul-Julisch Venetien. Moggio Udinese liegt an der Autobahn A23 und der Eisenbahnstrecke Villach-Udine (Pontebbana).

## Geografie
Moggio Udinese liegt auf 341 m Seehöhe an der Mündung des Aupatales in das Eisental. Die Ortschaft, die sich in die zwei Ortskerne, nämlich Unter-Moggio (341 m) und Ober-Moggio (381 m) unterteilt, ist von den hohen Gipfeln der Julischen Alpen und der Karnischen Alpen umgeben: im Süden dominiert die Gruppe des Plauris (1958 m), im Westen die Kalkpyramide des Dolomitberges Amariana (1906 m), im Norden ragen die imposanten Creta Grauzaria (2065 m) und der Zuc dal Bôr (2195 m) auf, während sich im Osten die Gruppe des Canin erhebt.

### Ortsteile
Die Gemeinde unterteilt sich in folgende Ortsteile, einige davon bereits entvölkert:
- Bevorchians
- Campiolo
- Dordolla
- Grauzaria
- Moggessa di Quà
- Moggessa di Là
- Monticello
- Ovedasso
- Pradis
- Chiaranda
- Stavoli

### Nachbargemeinden
| Tolmezzo, Arta Terme | Paularo                                     | Hermagor-Pressegger See, Pontebba |
| Amaro                | Kompassrose, die auf Nachbargemeinden zeigt | Dogna                             |
| Venzone              | Resiutta                                    | Chiusaforte                       |

## Geschichte

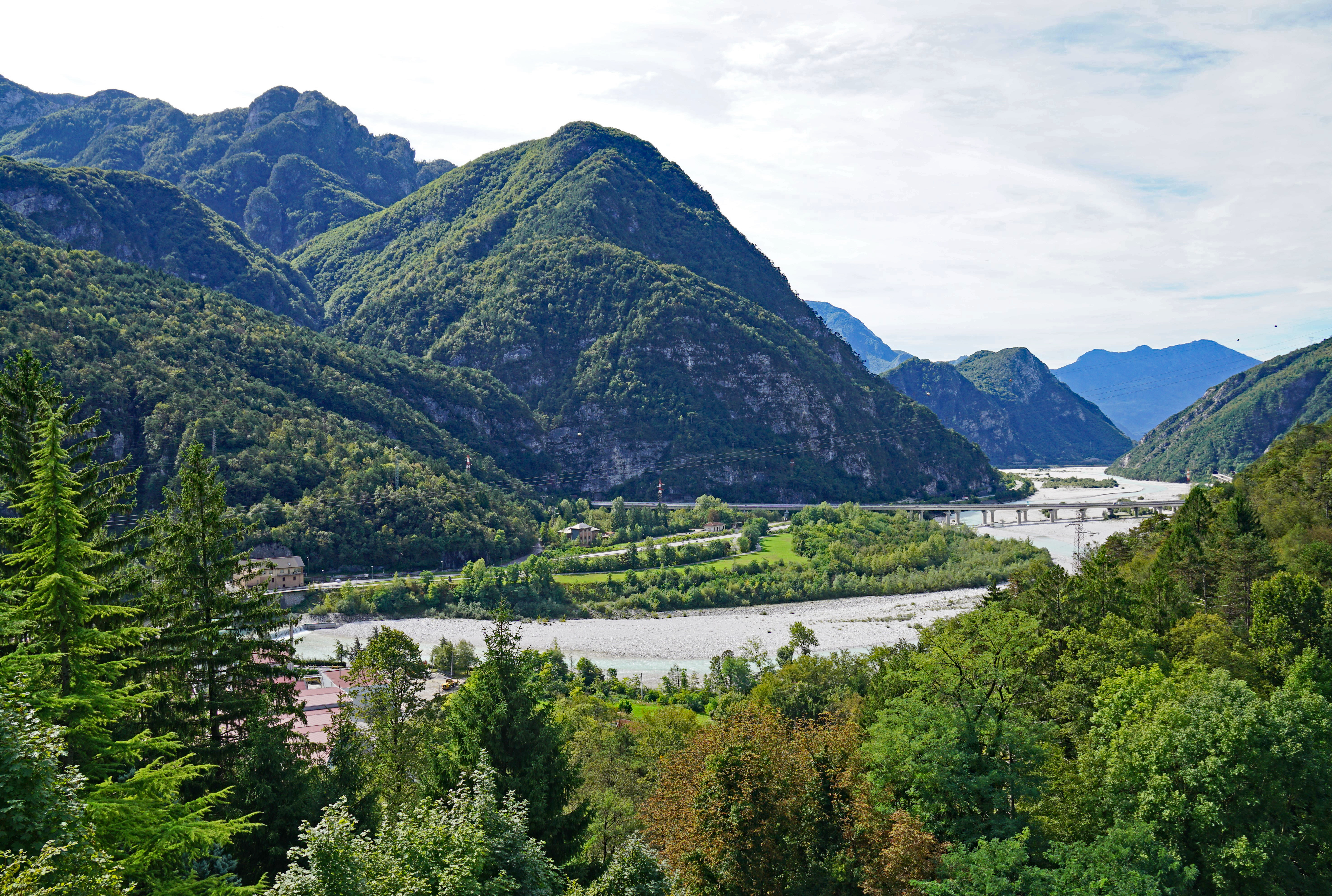
Blick vom Heilig-Geist-Hügel ins Fella-Tal

Die ältesten archäologische Funde in und um Moggio stammen aus dem Römischen Reich. Neben Münzfunden gibt es Gebäudereste eines Wartturms oder Kastells. Vom Heiligen Geist-Hügel über dem Ort sind große Teile des Fellatales zu kontrollieren (Abb.).
Die erste namentlich fassbare Herrscherpersönlichkeit ist Graf Kazelin (Cacellino) aus dem bayerischen Geschlecht der Aribonen. Der Adlige war Pfalzgraf und damit oberster Vertreter des Herrscherhofes mit großen Ländereien in Kärnten und in Friaul, wozu auch das Kastell von Mosach (Moggio) gehörte.
Der Überlieferung nach plante er um 1072 ins Heilige Land aufzubrechen, wohl infolge christlichen Ängste um Jerusalem nach der Niederlage des byzantinischen Kaisers in der Schlacht bei Manzikert im Jahre 1071. Belegt ist, dass Kazelin in den Jahren vor dem Ersten Kreuzzug, es war 1084 oder 1085, eine Reihe von Besitzungen Swatobor Friedrich von Böhmen, dem Patriarchen von Aquileia übertrug. An der Stelle des Kastells von Moggio sollte ein Kloster errichtet und dieses mit den Erträgnissen und dem Besitz des Kastells ausgestattet werden. Der Patriarch konnte aufgrund seines plötzlichen gewaltsamen Todes sein Versprechen nicht erfüllen. Sein Nachfolger Ulrich von Eppenstein (Voldarico I.) ließ sich dann sehr viel Zeit. Erst 1118 oder am 9. Juni 1119 wurde das Kloster in Moggio durch Andrea Emona (Bischof des istrischen Cittanova) eingeweiht. Die Untersuchung der liturgischen Bücher des Klosters ergab, dass die Mönche am ehesten aus Süddeutschland kamen und dem Hirsauer-Reform-Kreis entstammten, sicher jedoch nicht aus der Fürstabtei St. Gallen, was man früher aufgrund der Herkunft des Patriarchen bzw. des Gallus-Patrozininiums der Klosterkirche in Moggio angenommen hat.
Im Detail ist die Gründungsgeschichte unsicher, da über die Person des Cacellino wenig bekannt ist bzw. die Stiftungsurkunde, das „Testament Kazelins“, als Falsifikat erkannt oder Gegenstand von Misstrauen war. Dem Patriarch wurde nachgesagt, dass er ein Zönobium in San Gallo erbauen ließ, wie jenes viel berühmtere in dem Benediktinerkloster in der Schweiz, in welchem der Patriarch Abt gewesen war. Um das Ansehen der neuen Abtei zu heben, überließ ihr Voldarico jedenfalls große Besitztümer in Kärnten, Friaul und Karnia. Darüber hinaus billigte er ihr die Vorherrschaft über die Orte Pievi di Cavazzo, Dignano und Gorto zu.
Zu Gunsten der Patriarchen und Adeligen und der Macht der regierenden Bischöfe gewann die Abtei von Moggio sowohl in geistlicher als auch in weltlicher Hinsicht an Bedeutung und Glanz, wobei es immer auch Rückschläge gab. 1238 hat das Kloster eine Brandkatastrophe erlitten. 1251 kam es zu Plünderungen durch deutsche Soldaten des Imperators Konrad IV. Weiteres gab es Übergriffe streitsüchtiger Großgrundbesitzer, die in zunehmendem Maße die äbtlichen Güter abzuziehen suchten. Der aktivste und vom Ansehen her vielleicht achtbarste der herrschenden Äbte in Moggio war Ghiberto von Marano am Panaro, der das Kloster von 1329 bis 1349 regierte. Der Hauptstellvertreter und Vertraute des Beato Patriarch Bertrando von San Genesio war entschlossen, die innere Disziplin der Klostergemeinschaft zu reformieren; durch Beseitigung von Missbräuchen, Beanspruchung von angemaßten Rechten, Revision von Verträgen und Grenzen; Überprüfung von Zugeständnissen, Vermietungen und Investituren; Bestrafung von Anmaßungen und Kriminalhandlungen, von welchen er selbst betroffen war. Tatsächlich starb er selbst durch die Hand von Meuchelmördern, indem er sein trauriges Schicksal mit jenem des Patriarchen Bertrando teilte, der ein Jahr später auf dieselbe Art und Weise sein Leben beenden musste.
Unter Ghiberto erlebte die Benediktinerabtei von Moggio ihre höchste Blüte. Geistlich waren die Äbte von Moggio nach dem Bulletin von Lucius III. (1185) dem Heiligen Stuhl direkt unterstellt. Der Abt von Moggio übte geistliche und weltliche Rechte des Klosters, zu dem sehr viele Pfarren und Kirchen gehörten, mittels von ihm ernannter Seelsorger oder Kapläne aus bzw. setzte Kämmerer als Verwalter ein. Sie alle waren zu einem jährlichen Ehrenbesuch, entweder zum Jahrestag der Klostereinweihung oder des heiligen Patrons Sankt Gallus am 16. Oktober, angehalten. Im Bereich der weltlichen Rechtsprechung war der Abt Lehnsherr des Patriarchen von Aquileia. Kraft der feudalen Investitur, gleich den großen Fürsten, war ihm die volle und gänzliche Rechtsprechung verliehen, in der reinen und vermischten Gewalt eingeschlossen das Recht des Blutes und viele hohe Privilegien über das ganze Fellatal und das Landhaus Baiuzzo in Friaul. Als Klosterbesitz weisen die Schriftrollen des 13. und 14. Jahrhunderts 146 Grundbesitzungen auf, wobei 101 unmittelbar in der Region und 45 jenseits der Alpen, auch in Kärnten, lagen. Im friulanischen Gesamtparlament hatte die Abtei von Moggio ein Stimmrecht. Überragende Persönlichkeiten gingen jedoch nicht aus de Kloster hervor und es erlangte keine überregionale Bedeutung.
Mit dem Niedergang des weltlichen Prinzipats der Patriarchen einhergehend war auch der Abstieg der Abtei, eng verbunden mit jener Ordnung der Dinge, die vom patriarchalen Parlament geschaffen worden waren. Plünderungen (u. a. 1406), gesetzeswidrige territoriale Aneignungen und Erdbeben trafen die Grundlage der bereits im Verfall befindlichen Abtei. Ab dem 15. Jahrhundert wurde die Rechtsprechung und Verwaltung von den Äbten, die Kommendeninhaber geworden waren, ihren Landvögten und Prokuratoren anvertraut. Somit wurde die Verwaltung unregelmäßig und verwahrlost, die territorialen Aneignungen wurden immer einfacher und häufiger. Und eine stillschweigende Übertragung von vorschriftsmäßigen und administrativen Rechten entzog dem Rechtsgebilde Macht.
Infolge der Okkupation durch die Venezianer im Jahre 1420 kam die Abtei unter die Vorherrschaft des venezianischen Reiches. Das Kloster unterstand quasi zwei Äbten, wovon einer auch die Funktion eines Kommenden von Venedig innehatte. Nach und nach verlor das Kloster an Bedeutung, da sich Besitztümer und Vorrechte und damit die Erträge verringerten. Der bedeutendste der Kommenden-Äbte war der Heilige Carlo Borromeo, der von 1561 bis 1566 Abt von Moggio war. Augenscheinlich begründete sich sein Ruhm unter den Bewohnern von Moggio auf auswärtig erworbenen Verdiensten. Was er für seine Abtei Sankt Gallus tat, ist unklar. Es ist nicht einmal sicher, ob er je persönlich nach Moggio kam. 1771 wurde die Abtei aufgehoben. Mit dem Tod des Grafen Felice Faustino Savorgnano (1773) wurde die Abteikirche in eine einfache Pfarrkirche umgewandelt und die feudale Rechtsprechung zur Versteigerung gebracht. Sie wurde von den Herren Mangilli und Leoni, die den Titel Marquise von Sankt Gallus annahmen, um 44.000 Dukaten ersteigert. Im Jahre 1869 ließ Papst Pius IX. der Pfarrei Moggio den Titel einer Abteikirche wieder aufleben.
Heute befinden sich in Moggio Alto nur mehr einige wiedererrichtete Reste der ehemaligen Klosterbauten, da das Erdbeben mit darauf folgendem Regen von 1976 zu schweren Schäden führte. Wesentliche Kulturgüter des früheren Klosters kamen nicht zu Schaden, da sie schon längst woanders sind. Einige Kunstschätze sind in Amerika, liturgische Codices in England und einige Urkunden in der weiteren Umgebung.
Die weltliche Macht blieb bei der Serenissima bis 1797, als die Macht der Republik Venedig mit dem Frieden von Campo Formio fiel und nach dem kurzen Napoleonischen Zwischenspiel gelangte Moggio im Jahre 1815 mit dem Wiener Kongress unter österreichische Herrschaft. Mit dem dritten Unabhängigkeitskrieg (1866) wurde es Teil des Königreichs Italien.
Ab 1908 begann Italien die Grenzen gegen Österreich-Ungarn militärisch zu befestigen. Das Bollwerk Alto Tagliamento inkludierte die Forts von Chiusaforte, Mounte Festa, Ercole und Osoppo und anderen Orten im Fella- und Tagliamentotal. Ein Teil davon war die Befestigung am Mounte Sflincis in Moggio. Im Ersten Weltkrieg war das Militär-Kommando des Abschnittes Fellatal im Ort untergebracht. Die Kriegshandlungen zwischen dem Kaiserreich Österreich-Ungarn und dem Königreich Italien hinterließen bis heute sichtbare Spuren.

## Sehenswürdigkeiten

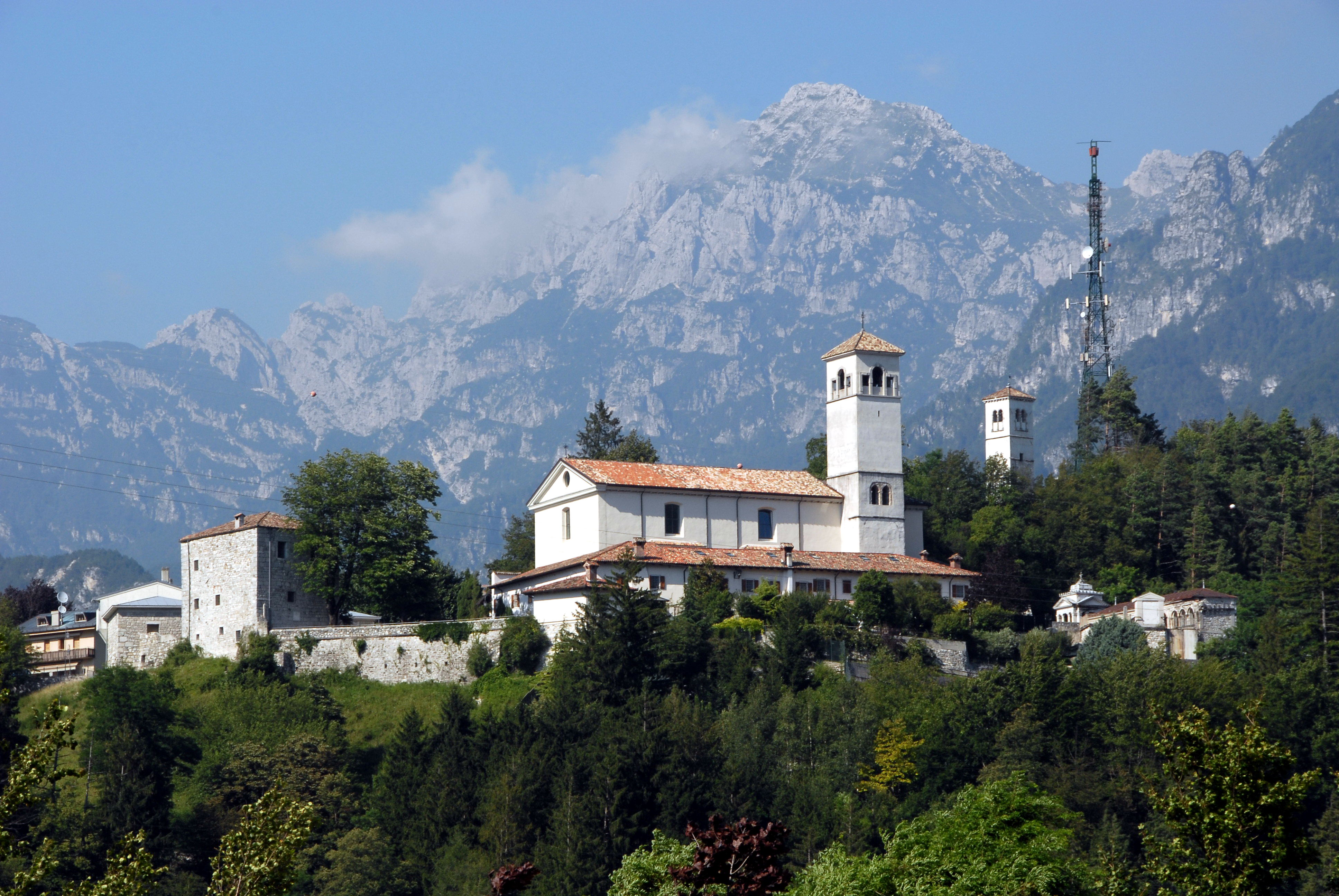
Die Abtei San Gallo

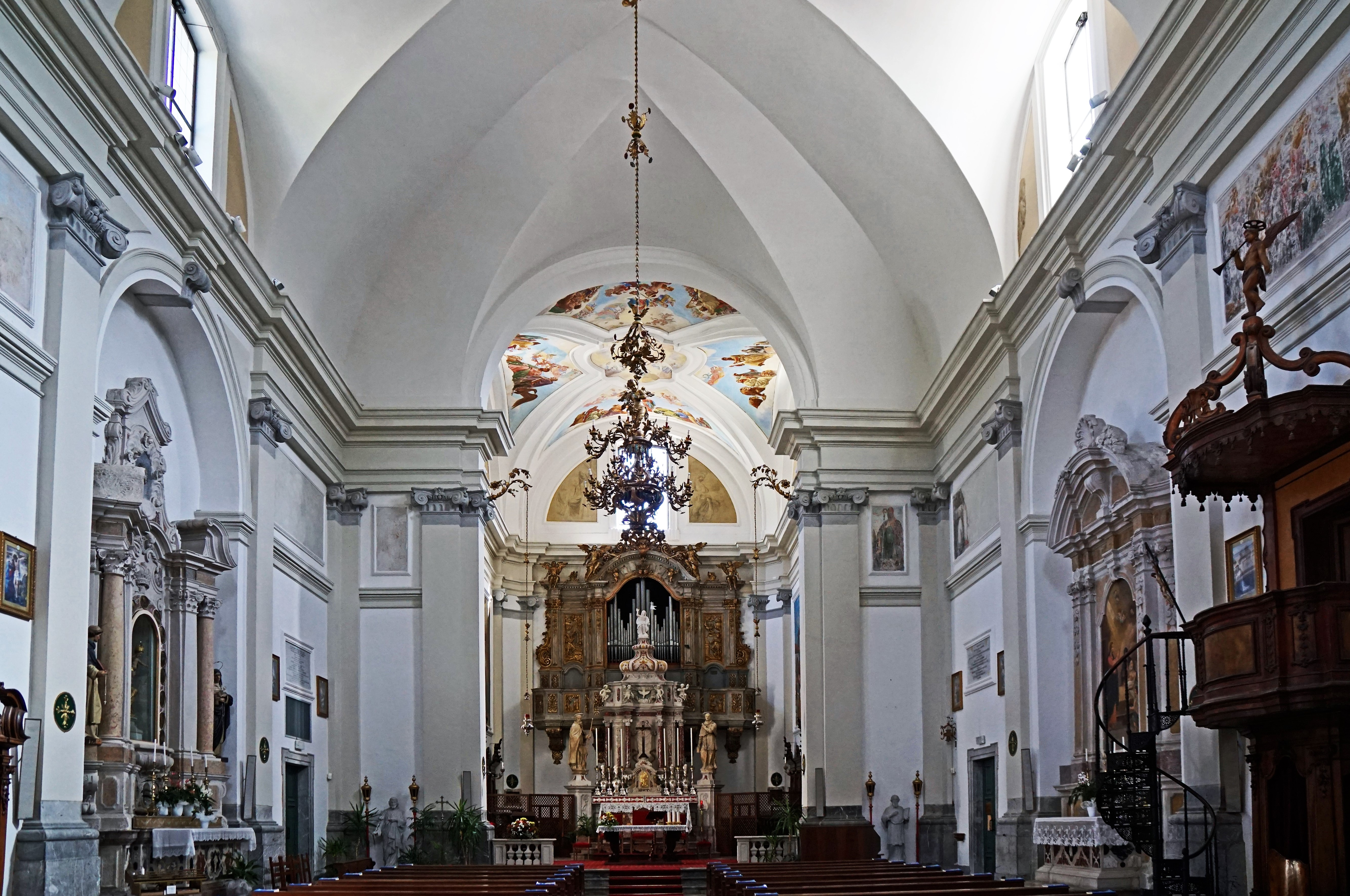
Innenansicht der Abteikirche

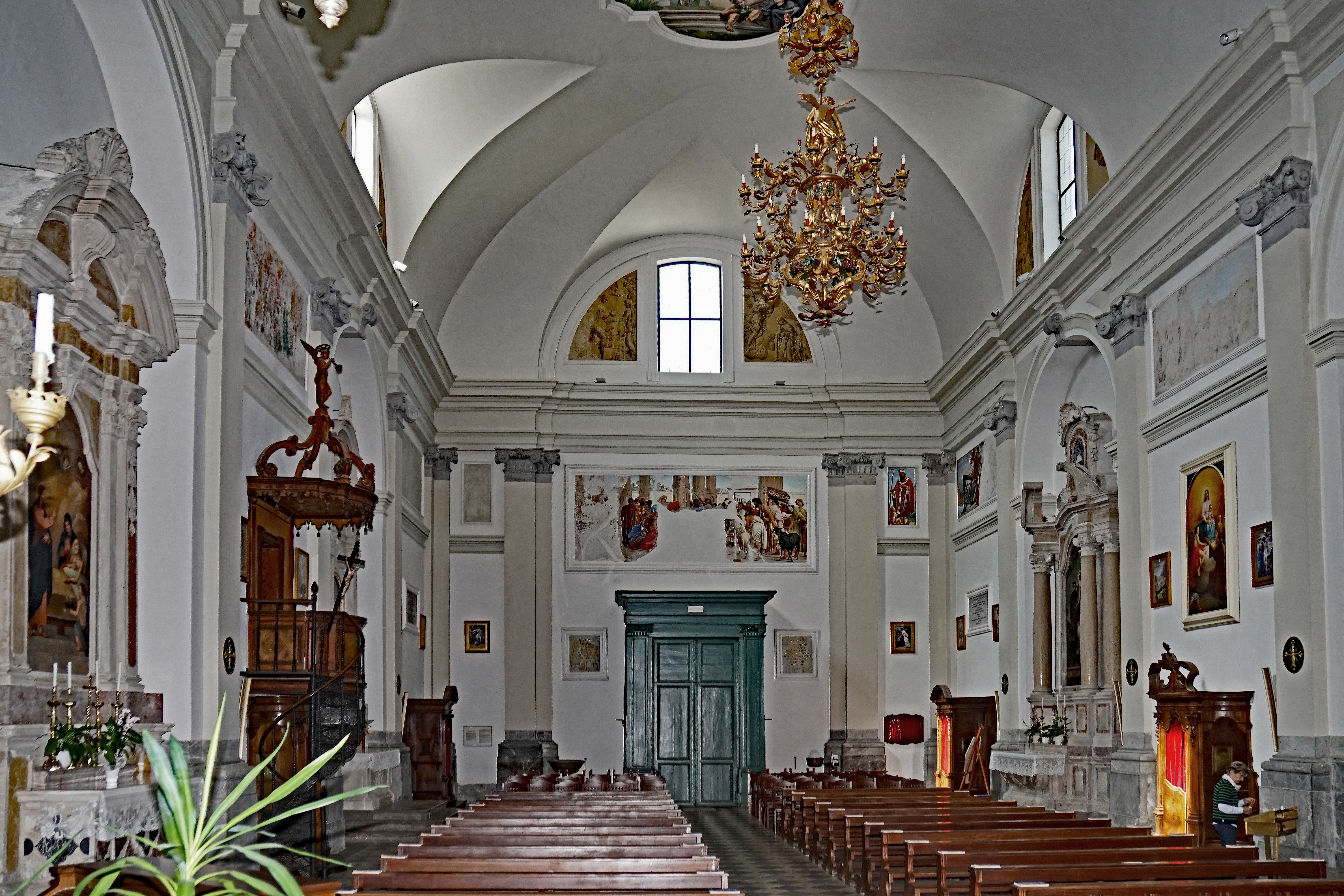
Innenansicht nach Westen

### Abbazia di San Gallo
Die Abtei Heiliger Gallus (San Gallo) in Moggio di Sopra wurde 1119 gegründet. Der Klostertrakt wird seit 1987 von Klarissen bewohnt.

#### Bauwerk
Die Abteikirche mit großem Chor ist einschiffig. Vom alten Baubestand ist nur mehr der Glockenturm erhalten. Die Innenwände sowie das Stichkappengewölbe des Langhauses und das Kreuzgewölbe des Chores sind mit Gemälden geschmückt. Das Deckengemälde des Langhauses zeigt die Auferstehung Jesu; es ist mit 1986 signiert.

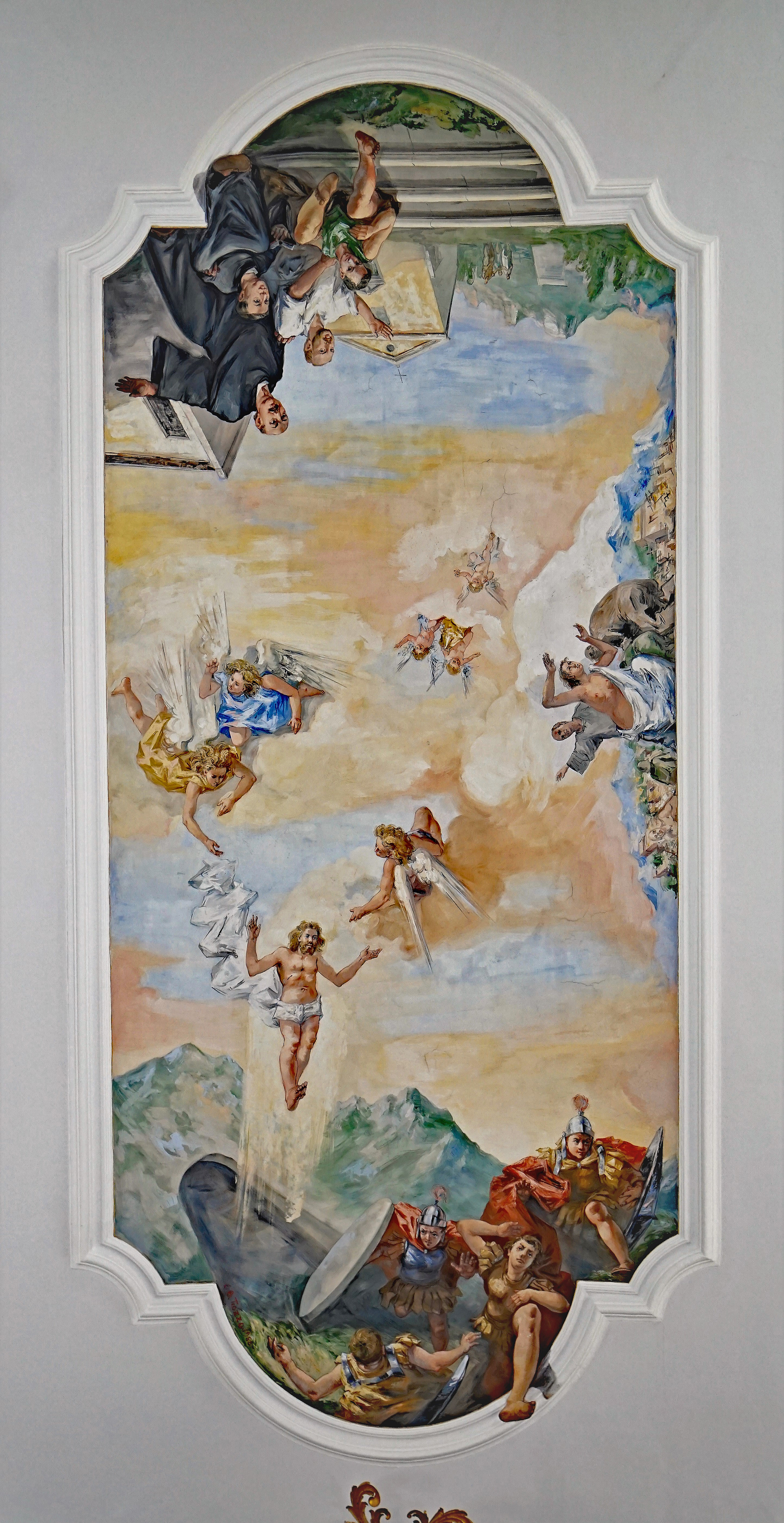
Gemälde des Langhaus-Gewölbes
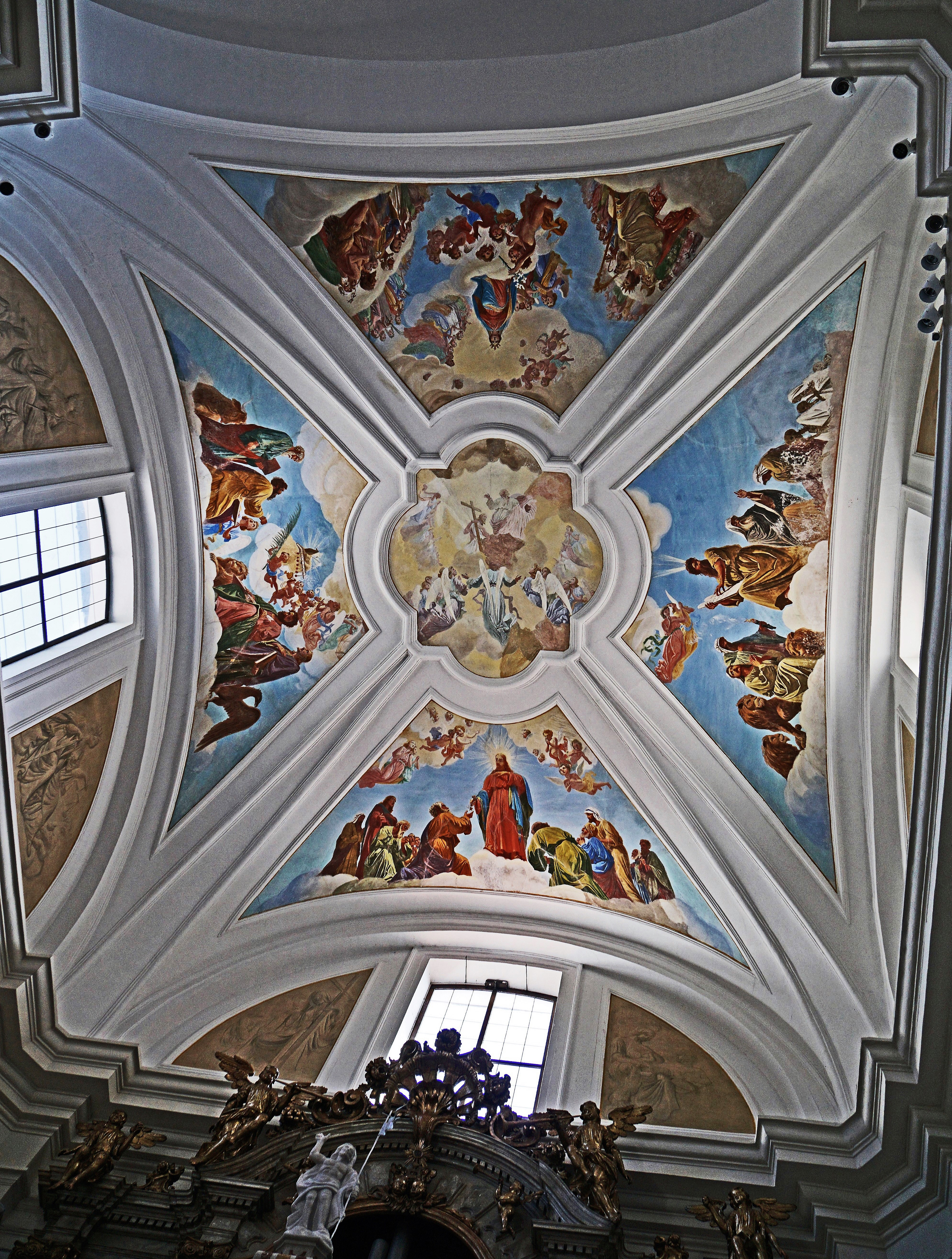
Chorgewölbe
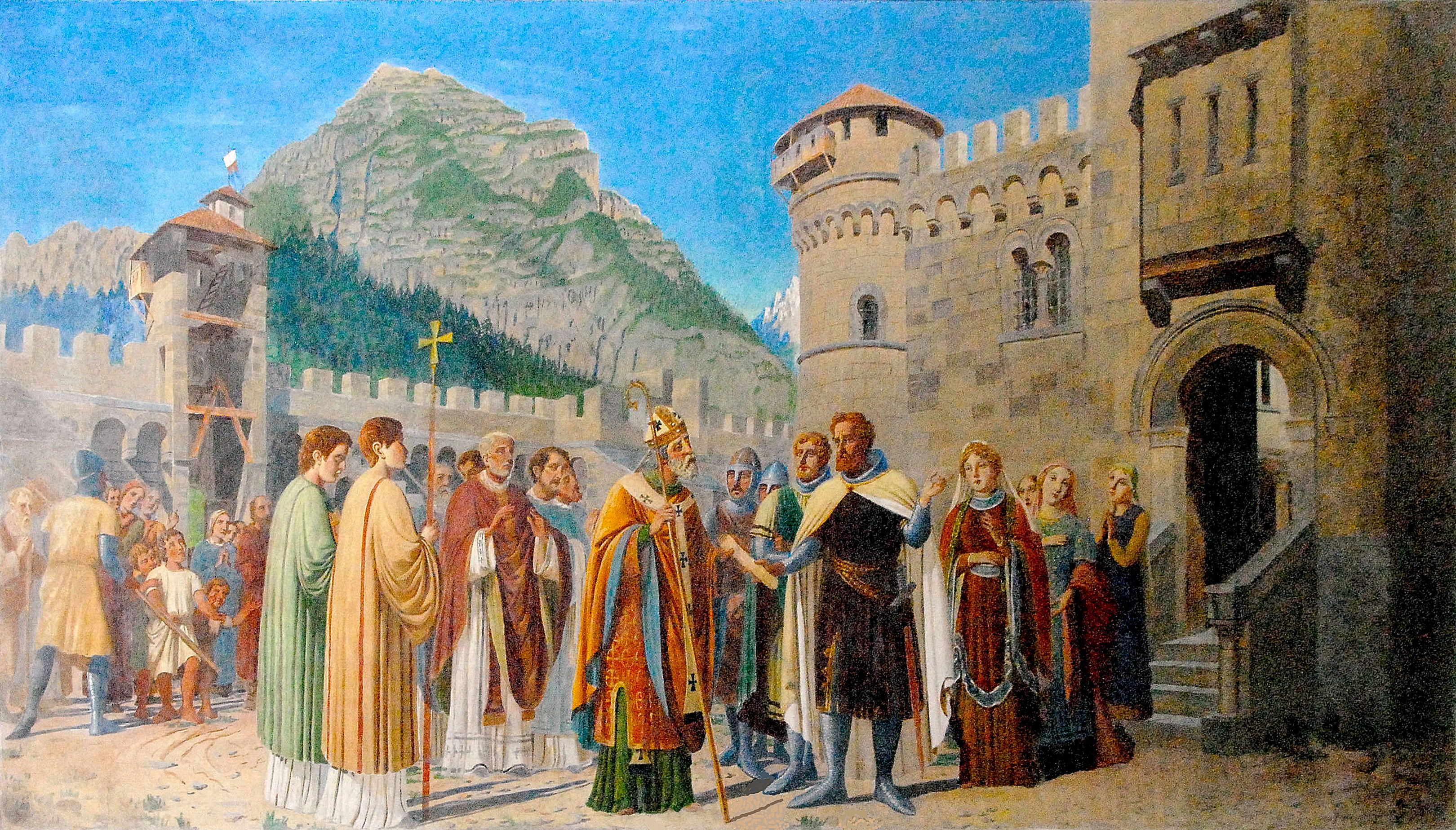
Linkes Chor-Fresko in der Abteikirche
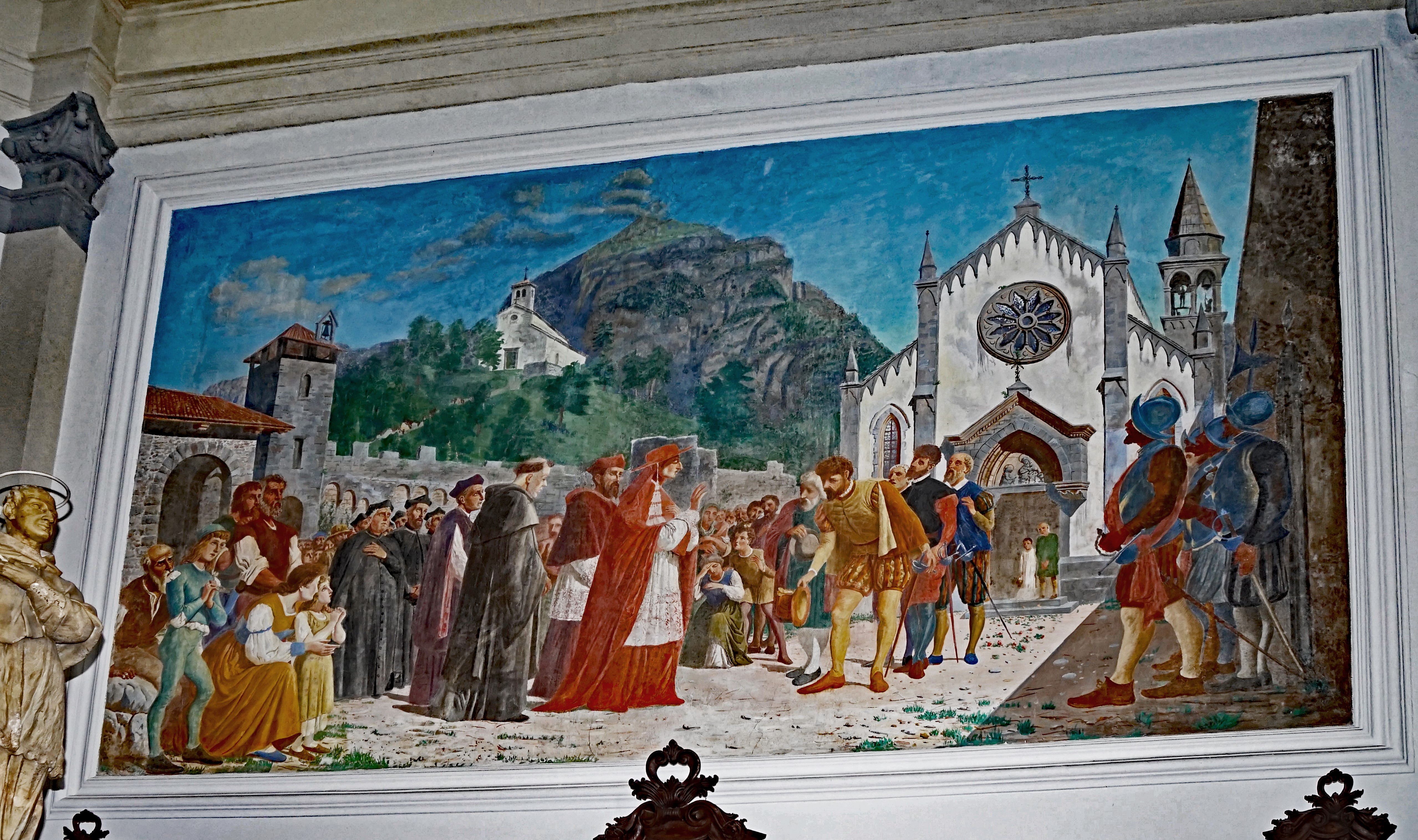
Rechtes Wandfresko im Chor, im Hintergrund ist die Heiliggeist-Kirche zu sehen

#### Einrichtung
Die Orgel der Kirche ist die größte Friauls. Sie ist in der Apsis des Chores hinter dem Hochaltar angebracht. Die hölzerne, nicht farbig gefasste, neobarocke Kanzel ist mit Einlegearbeiten und Schnitzereien verziert. Auf dem Schalldeckel steht ein Engel mit Posaune. Zur weiteren Einrichtung gehört ein großer, vergoldeter, schmiedeeiserner Kronleuchter, der im Volksmund glogie, Glucke, genannt wird. Ein kostbares großes Holzkreuz, 1466 aus einem Nussbaum geschnitzt, hängt in einer Seitenkapelle.

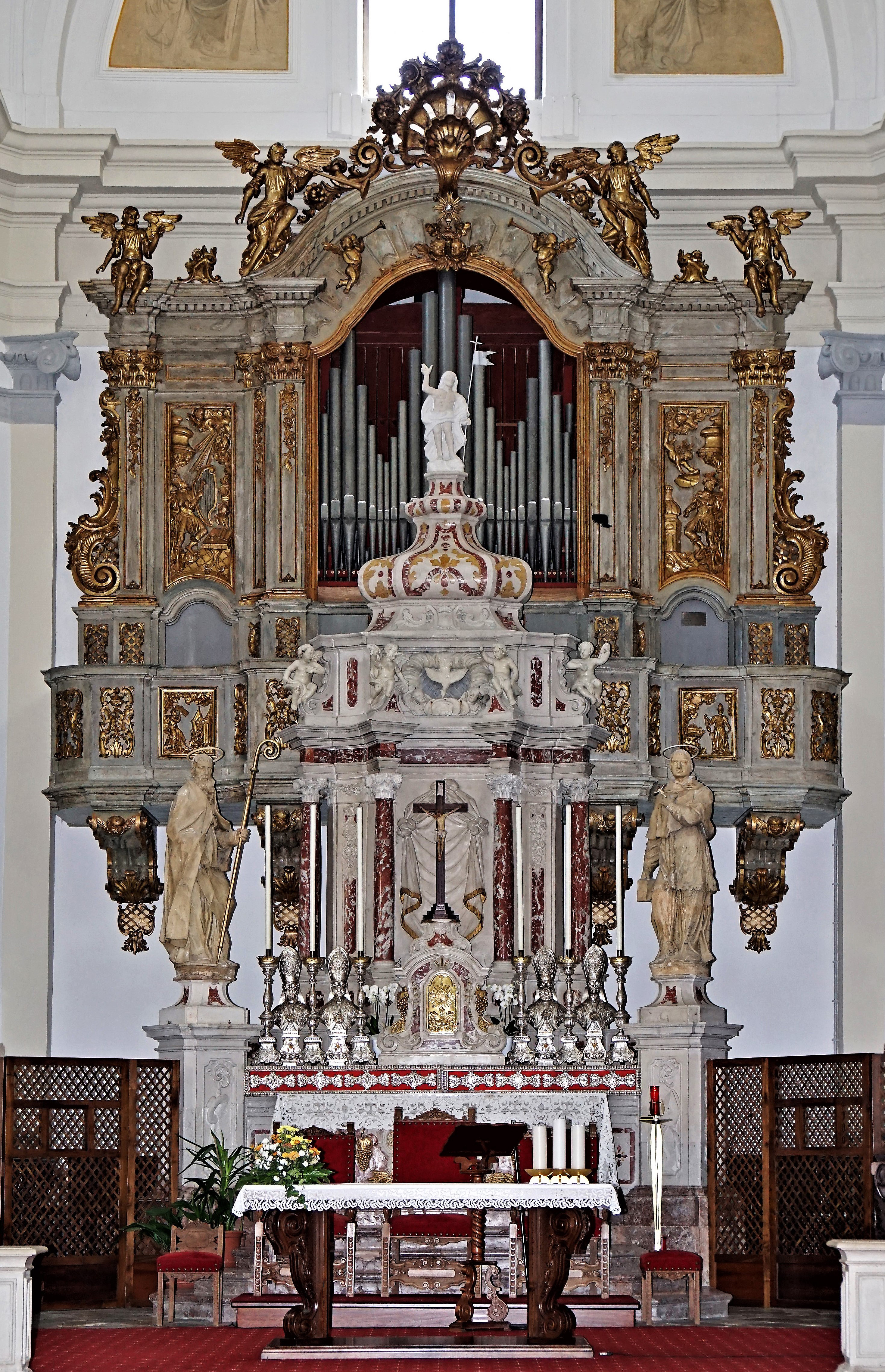
Hochaltar der Abteikirche, dahinter die Orgel
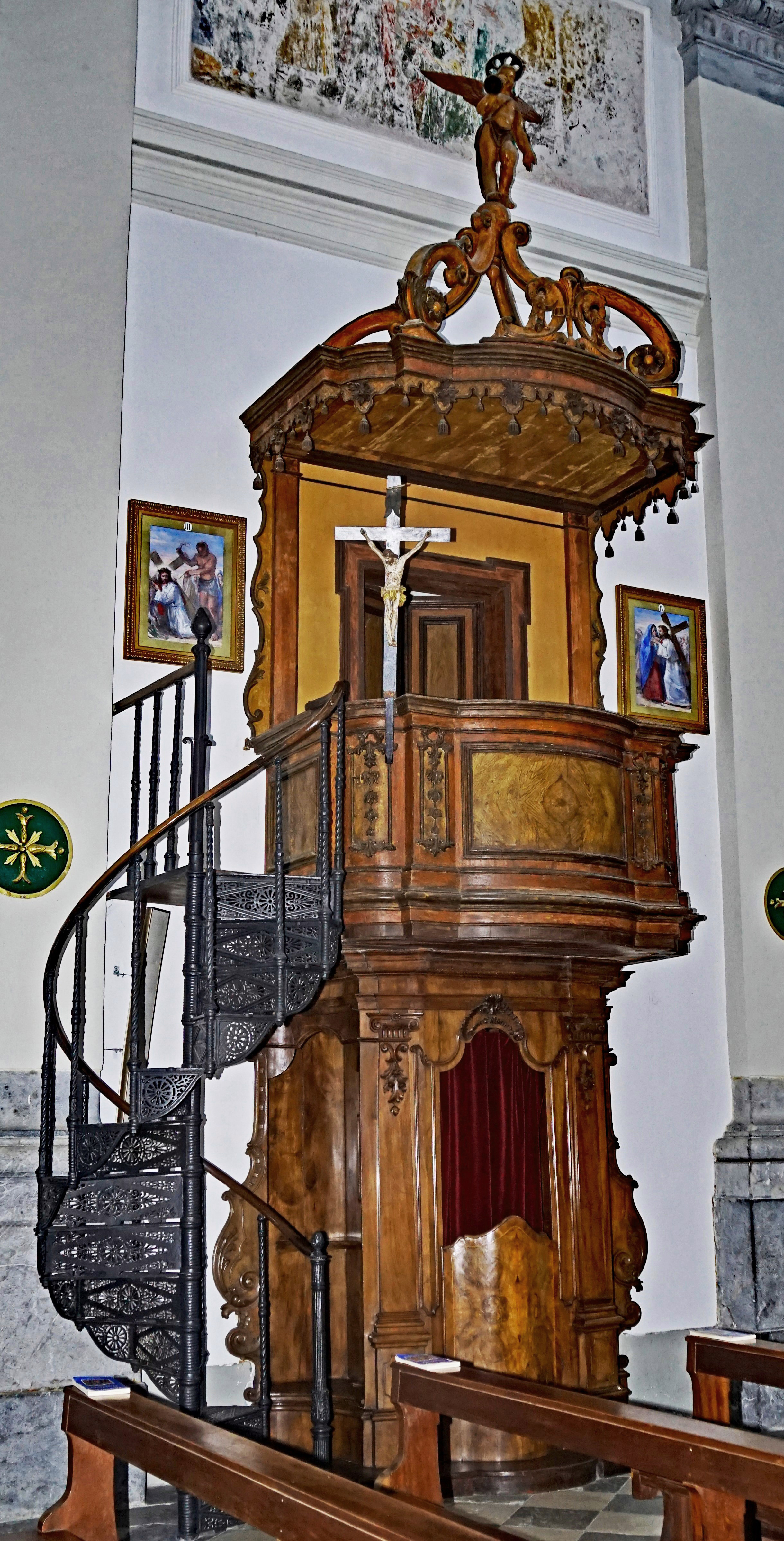
Die Kanzel
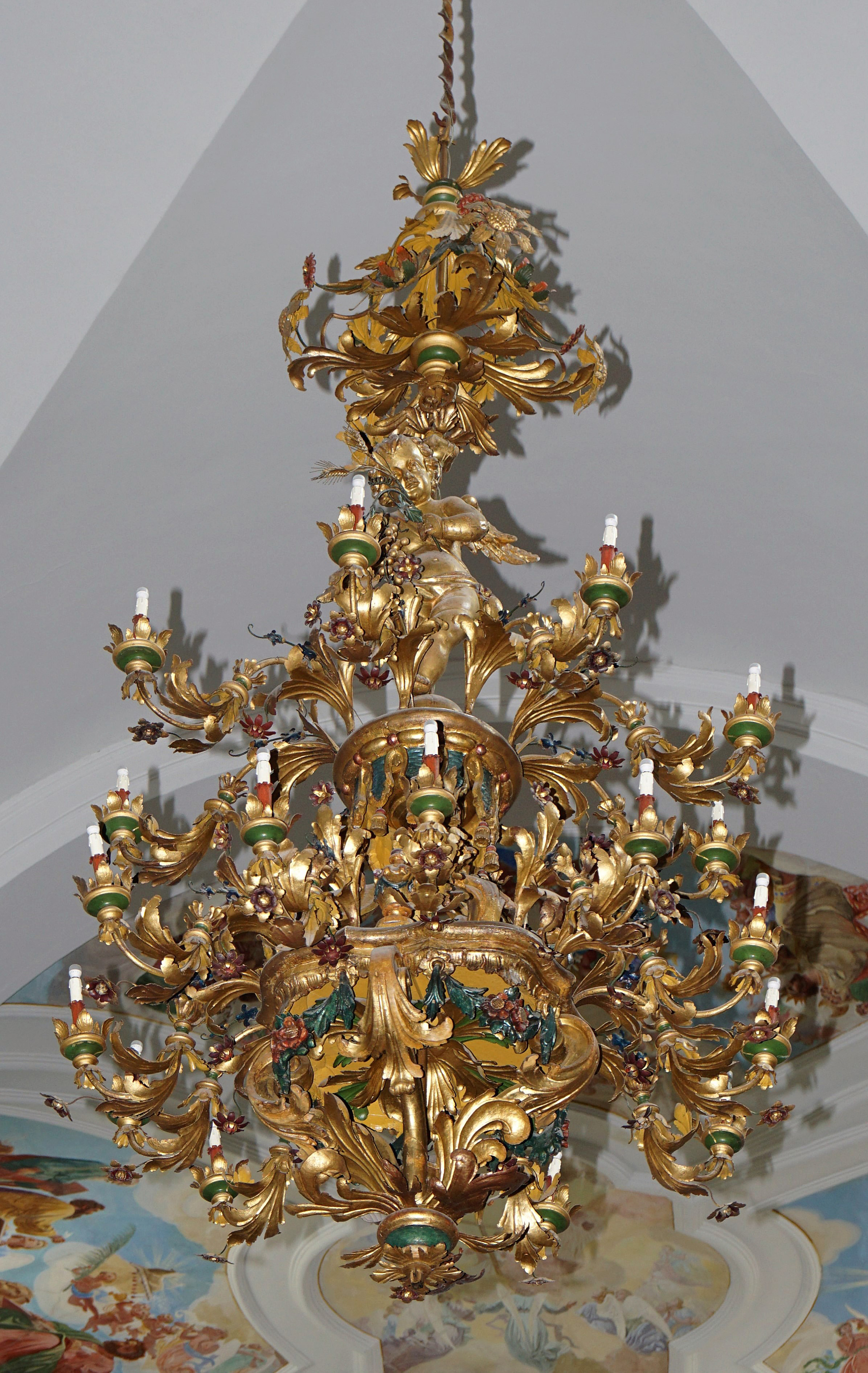
Vergoldeter schmiedeeiserner Leuchter

### Weitere Sehenswürdigkeiten
- Palast mit einem Kerker und einem mittelalterlichen Turm in Moggio di Sopra
- Ruine der Heiliggeist-Kirche auf dem Colle di Santo Spirito oberhalb der Abbazia di San Gallo. Von der 1516 errichteten und letztmals 1920 restaurierten, dreischiffigen Kirche stehen nach dem Erdbeben von 1976 nur mehr der Turm und Mauerreste.

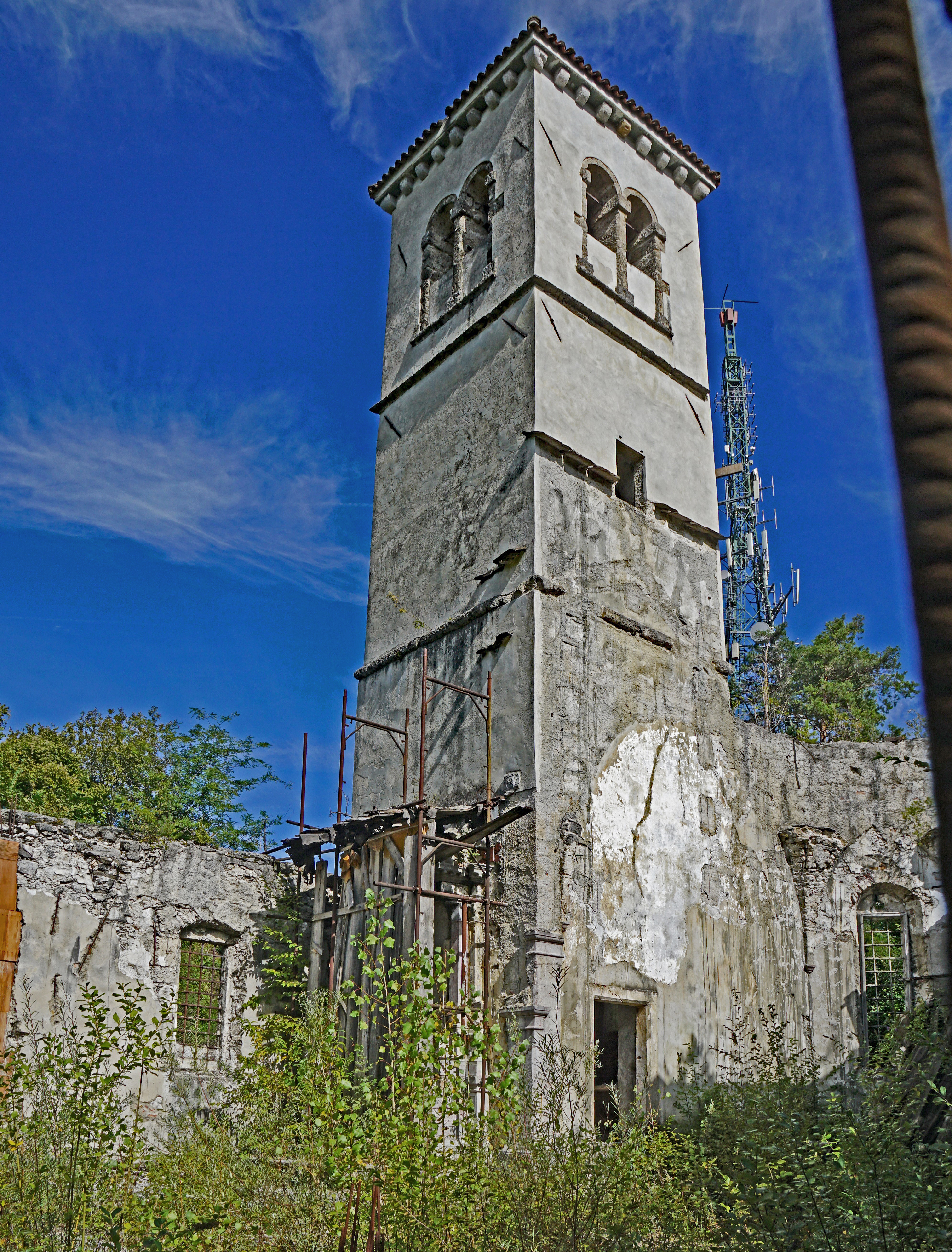
Ruine der Heiliggeist-Kirche

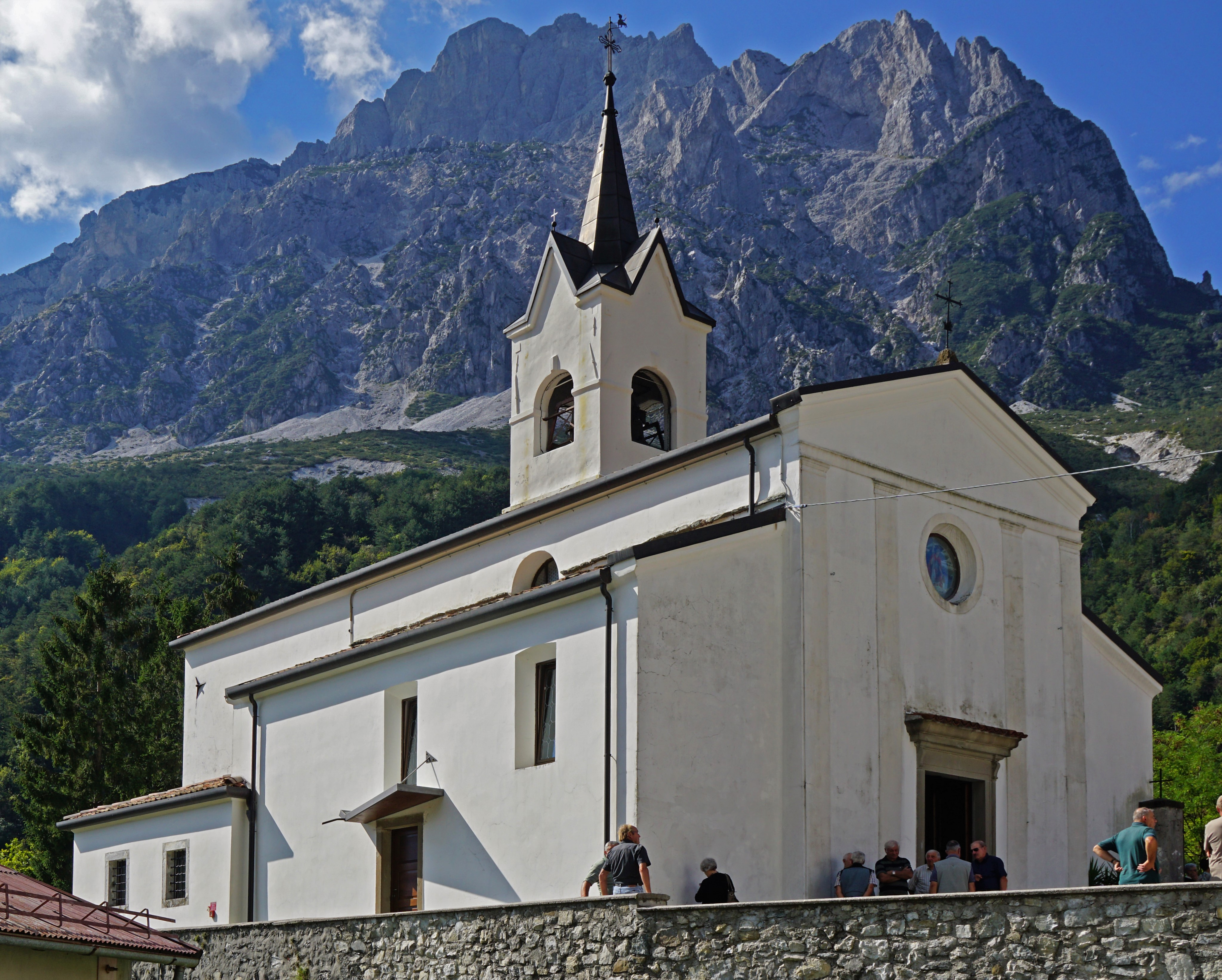
Die Kirche San Floriano

- Die Pfarrkirche San Floriano in Dordolla wurde in den Jahren 1891–1895 nach Zerstörung durch ein Erdbeben wiedererrichtet. Das Deckengemälde des Mittelschiffs zeigt die Heiligen Antonius und Florian über Dordolla, darüber Maria mit dem Jesuskind. Im Schrein des Hochaltars steht eine Figur des hl. Florian, Assistenzfiguren sind die Heiligen Paulus links und Petrus rechts. Das Gemälde des Altars des rechten Seitenschiffs zeigt den hl. Blasius. Assistenzfiguren sind die Heiligen Josef links und Antonius rechts. Die Wetterfahne auf dem Kreuz der Turmspitze ist als sitzende menschliche Gestalt mit Zipfelmütze und vergoldetem Krummstab gestaltet.

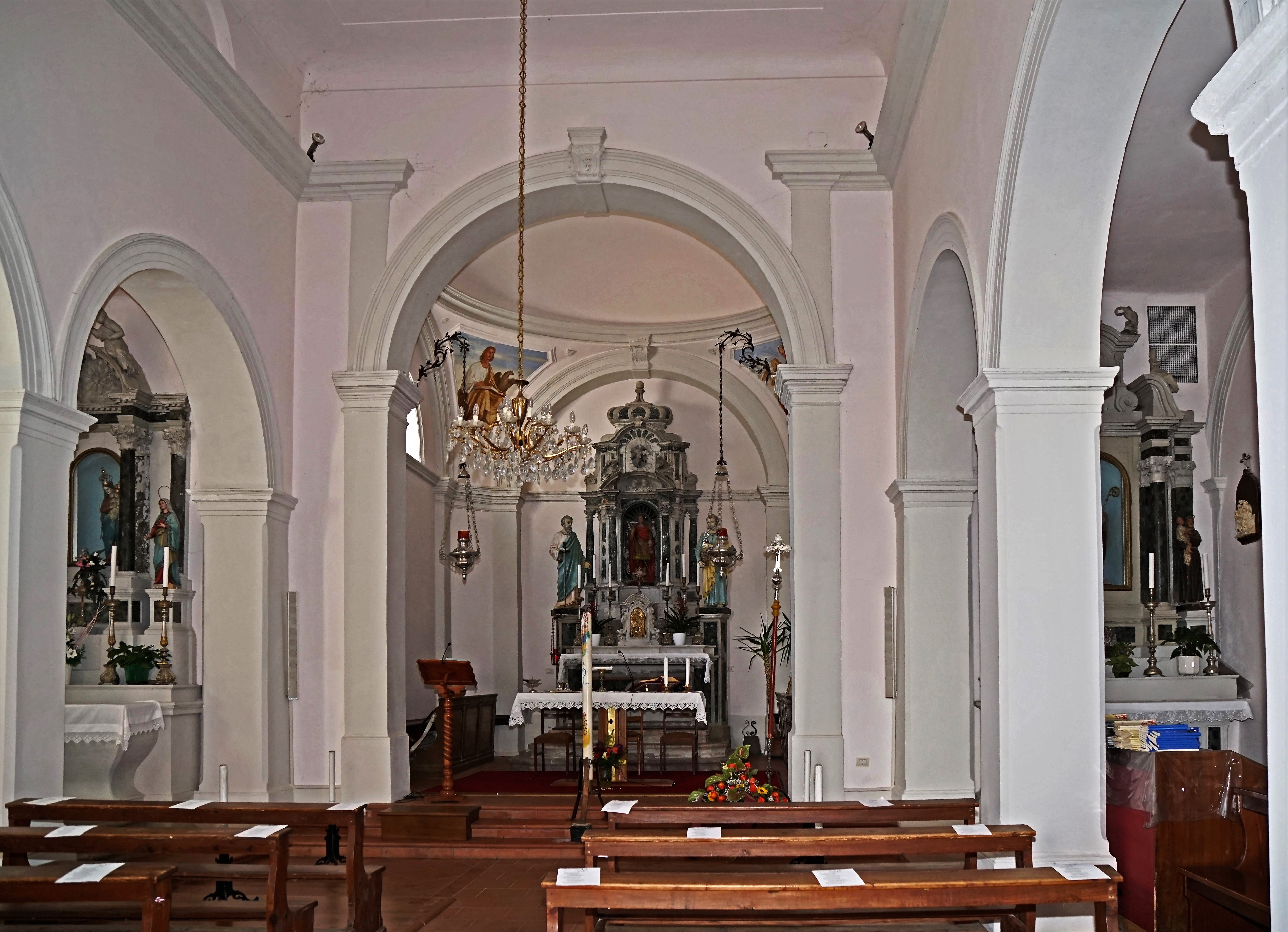
Innenansicht
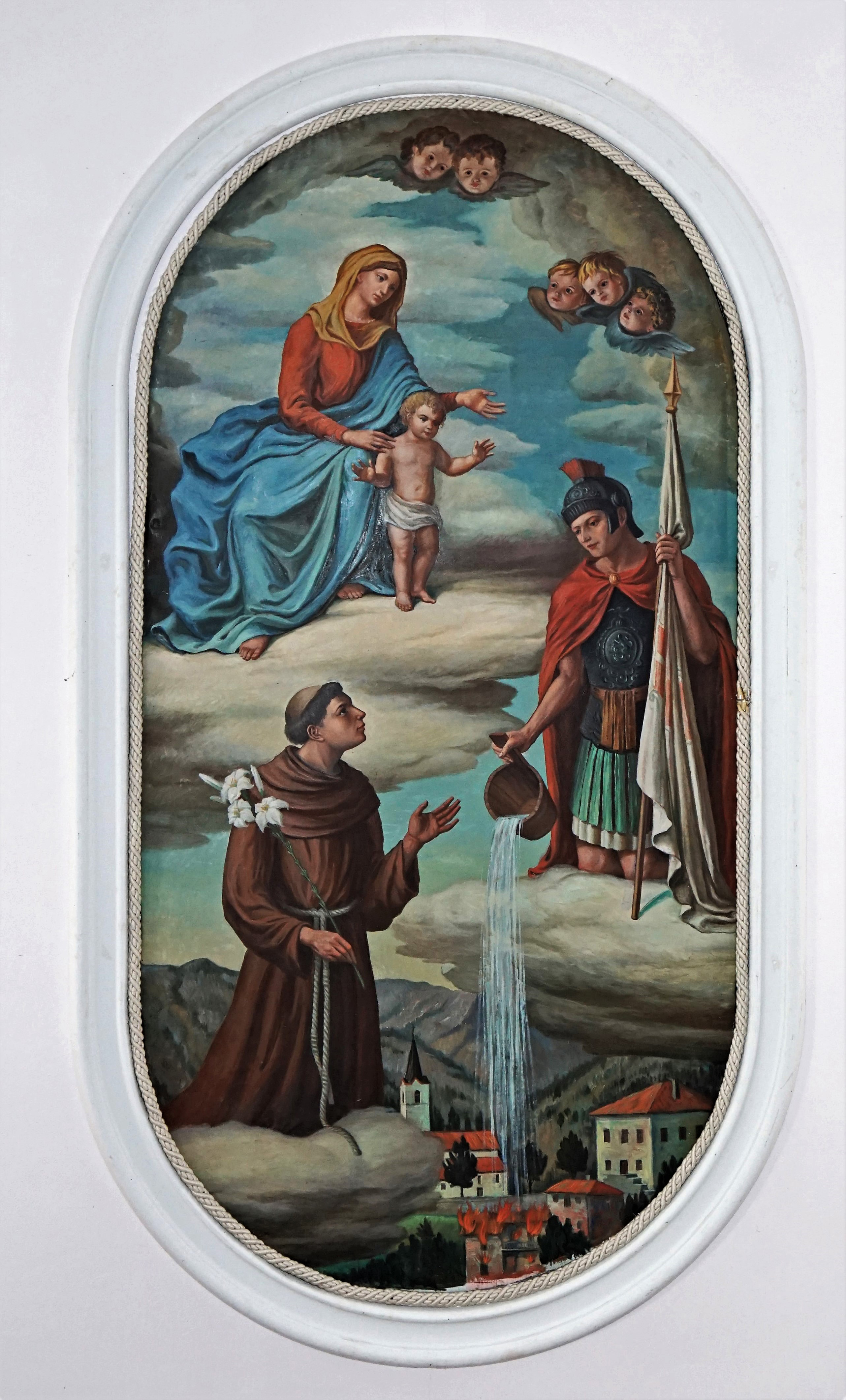
Deckengemälde im Mittelschiff
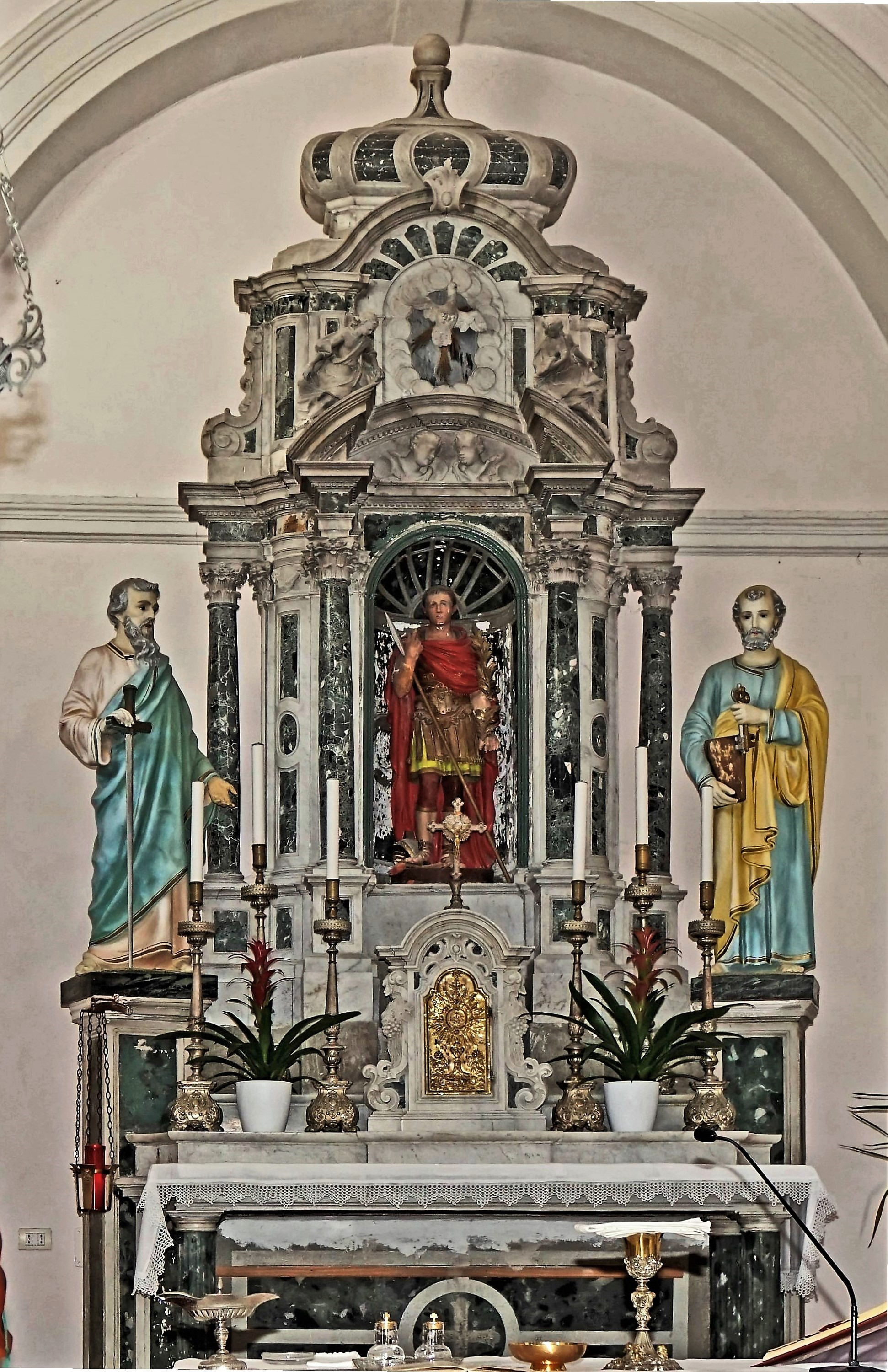
Der Hochaltar
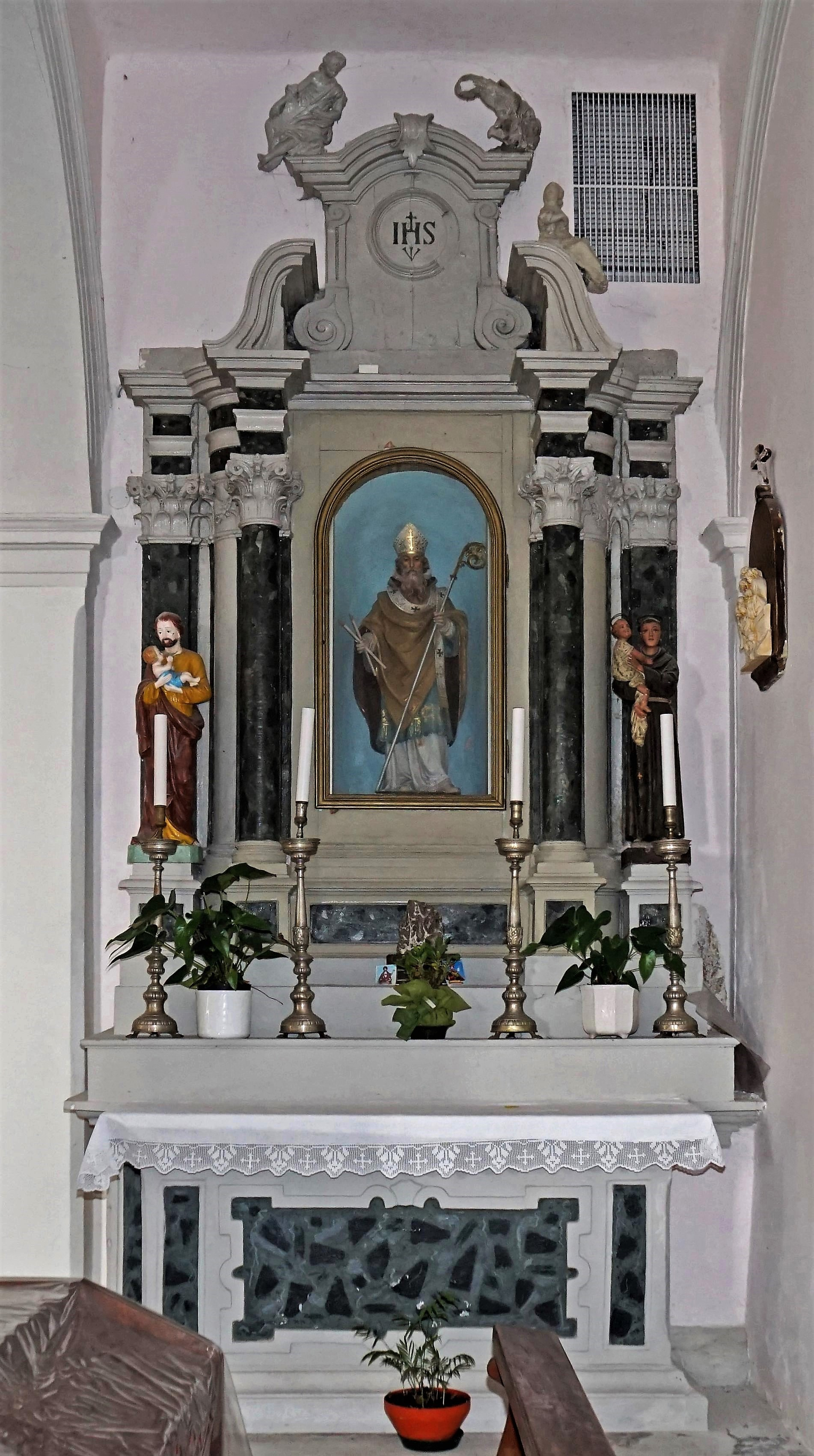
Altar des rechten Seitenschiffs
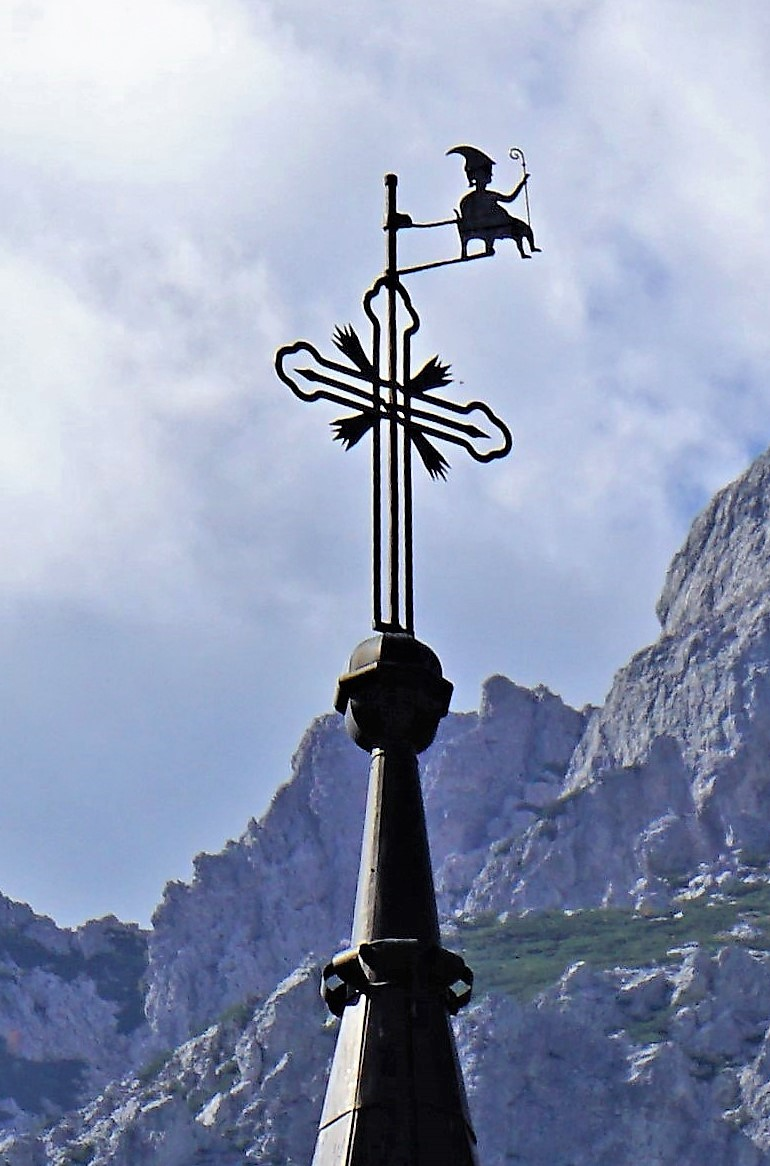
Die Turmspitze mit Wetterfahne

## Umgebung

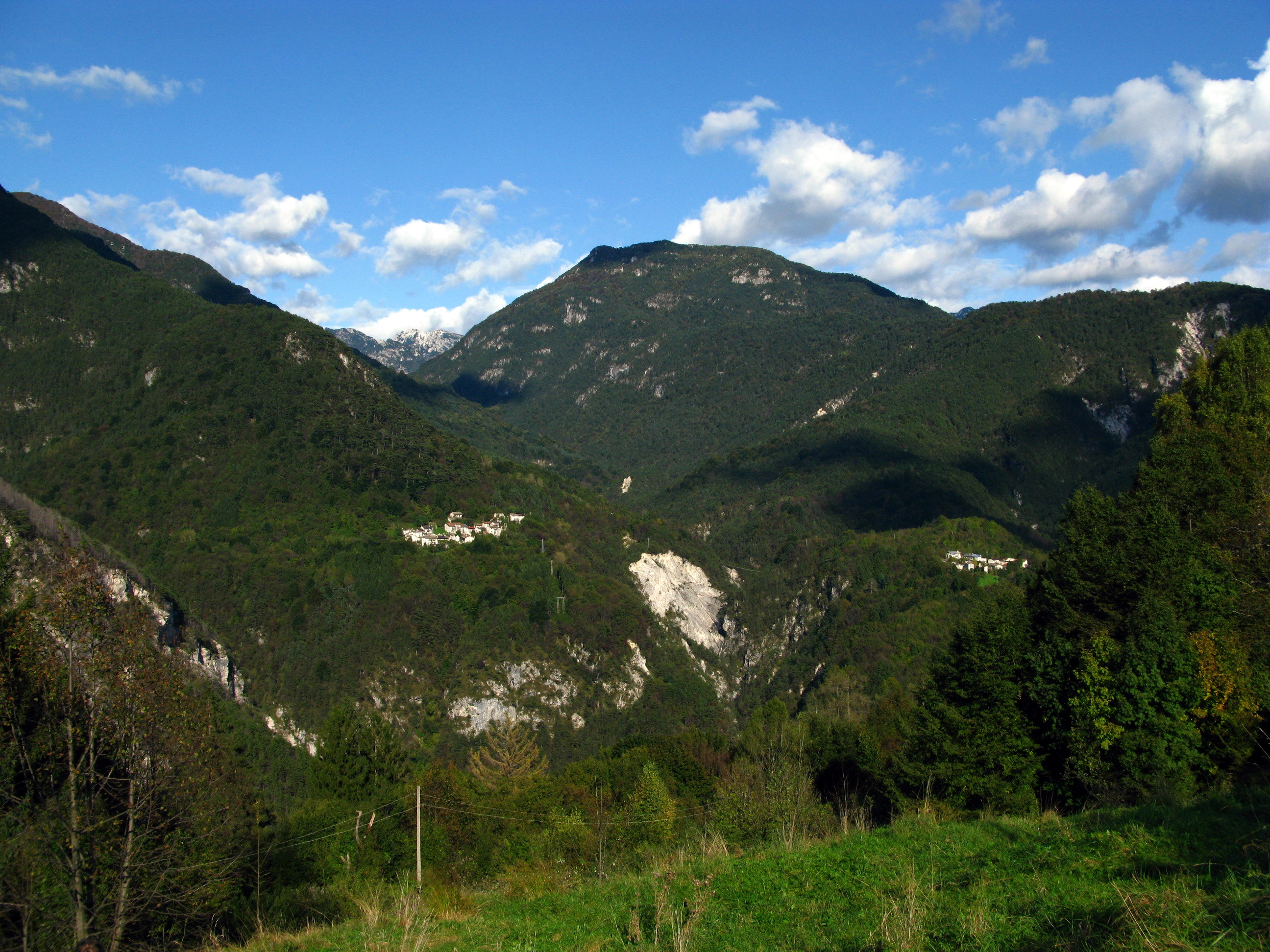
Moggessa di Lá (links) und Moggessa di Quá von Stavoli aus.

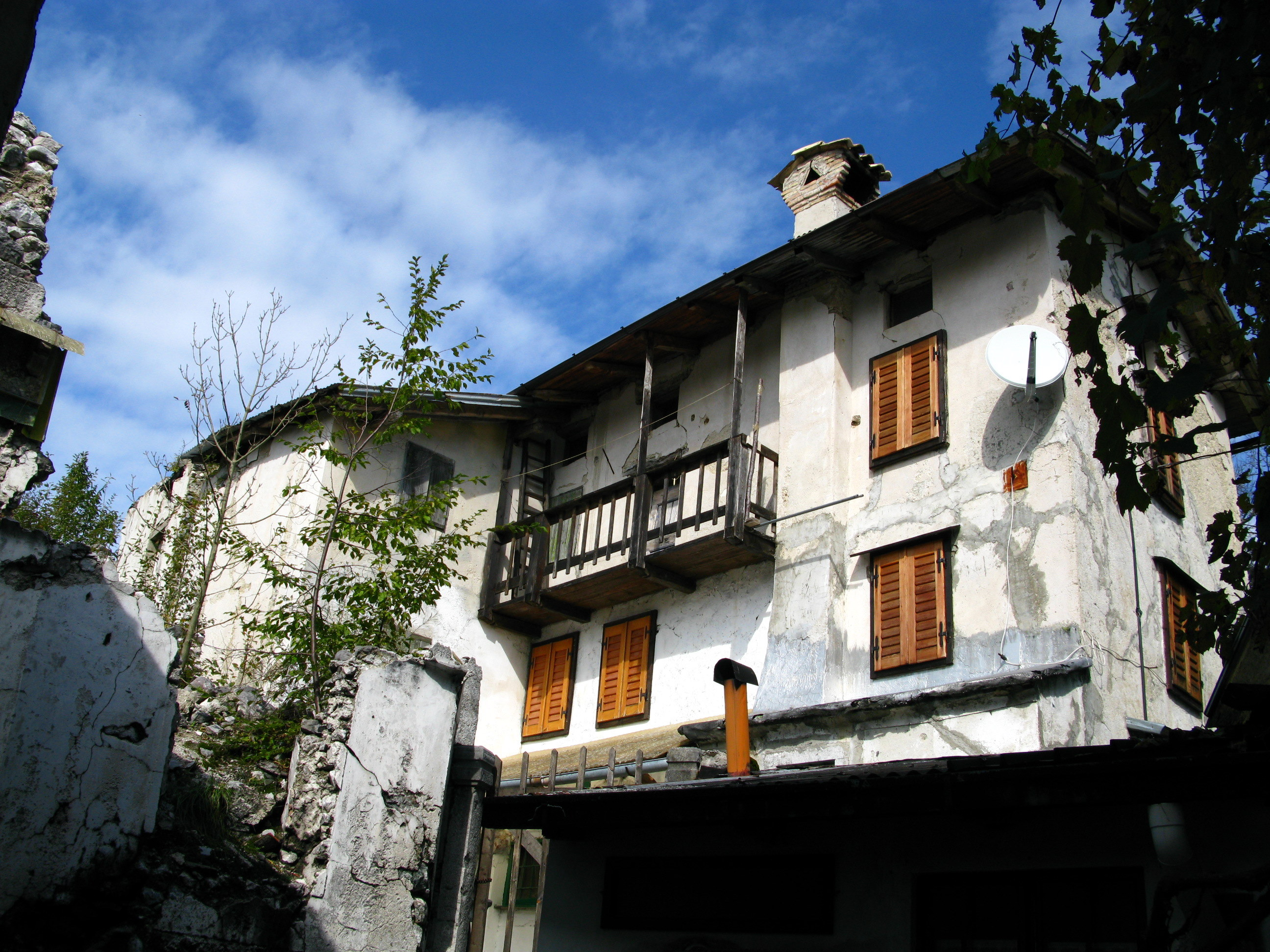
Nebeneinander von restaurierten und verfallenen Häusern in Moggessa di Quá.

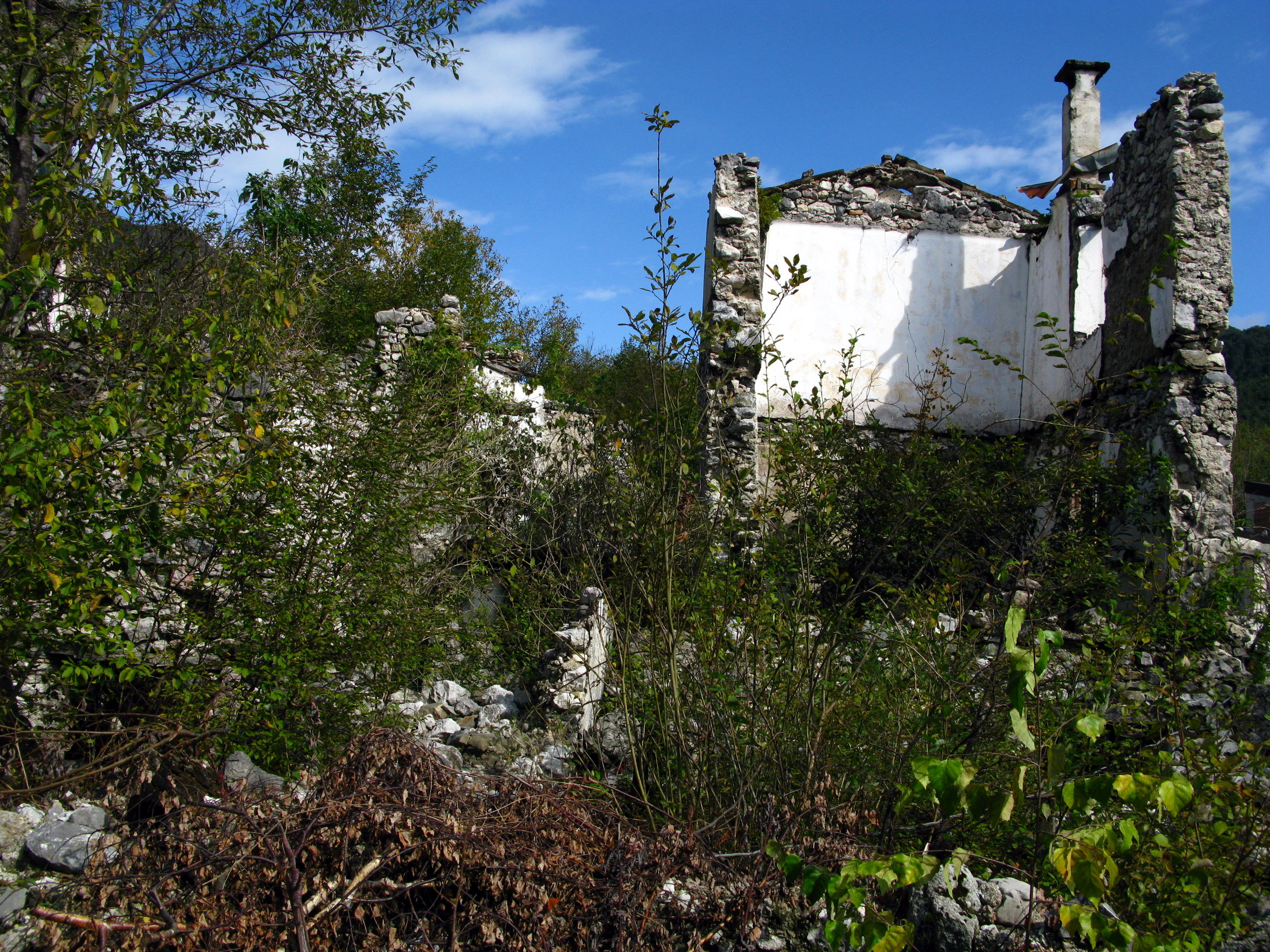
Ruinen in Moggessa di Quá.

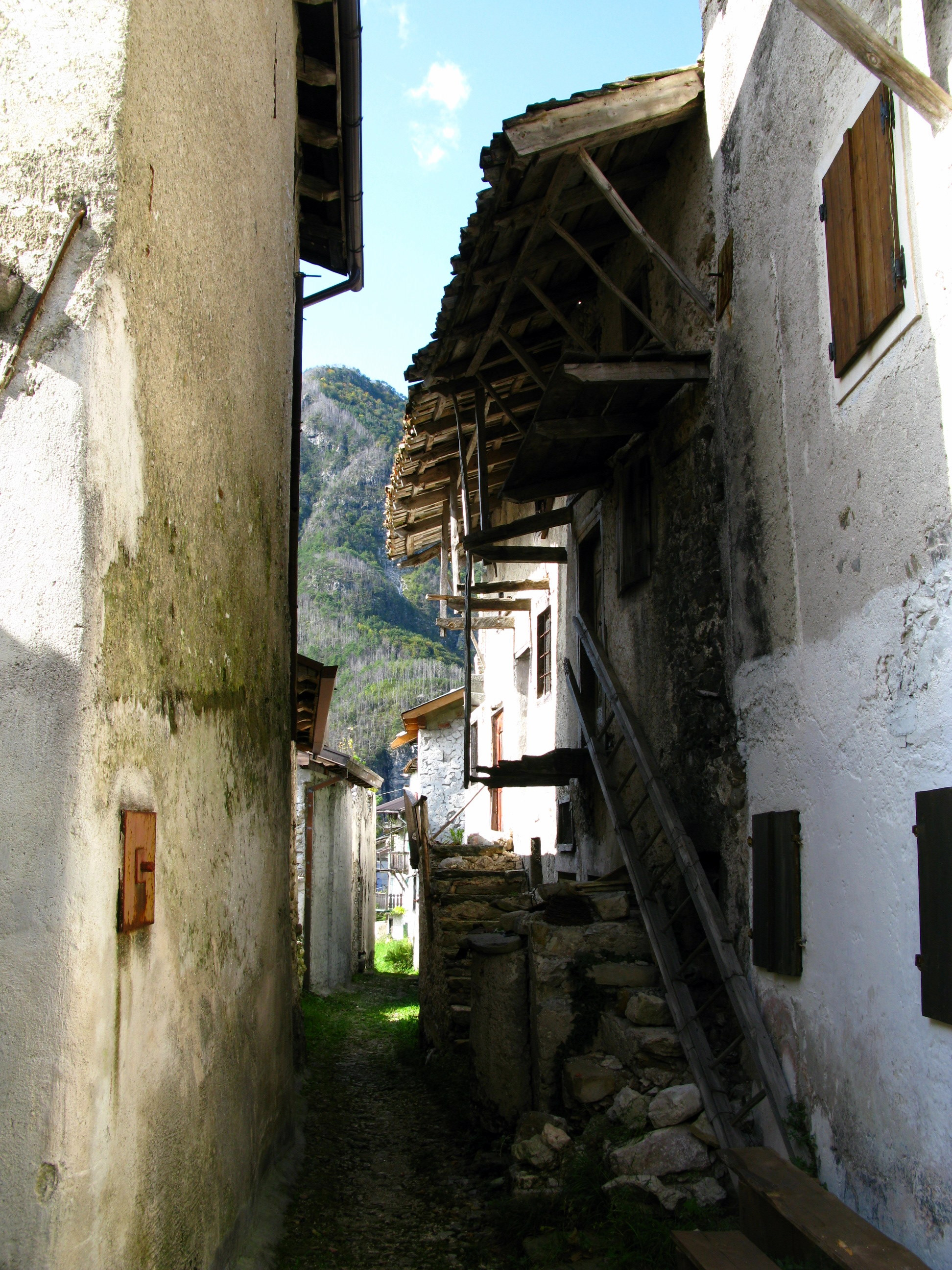
Gasse in Moggessa di Lá.

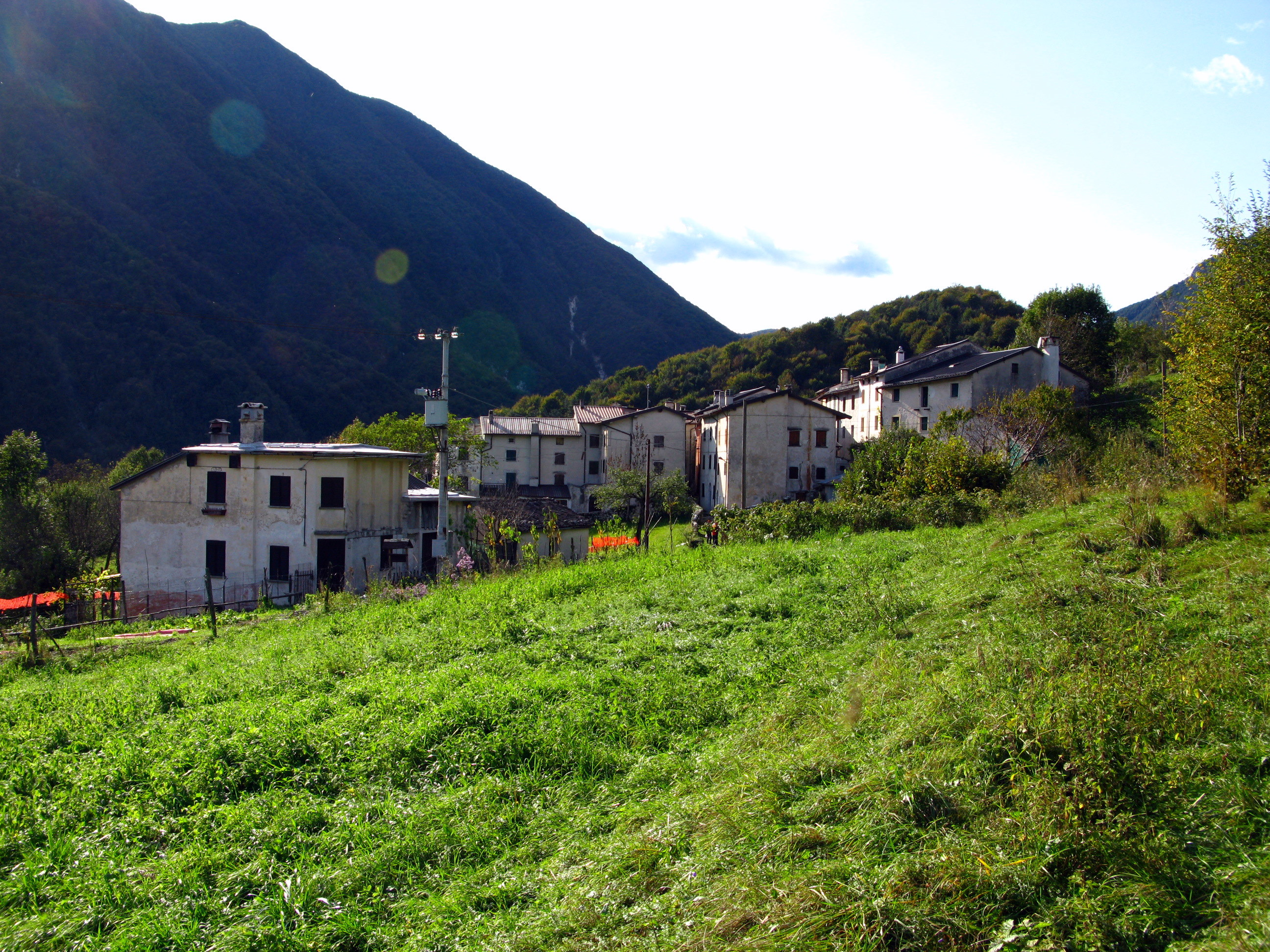
Stavoli

Im nordwestlichen Hinterland von Moggio Udinese mitten in den Karnischen Alpen liegen die drei Bergdörfer Moggessa di Quà, Moggessa di Là und Stavoli, allesamt bis heute autofrei. Da es keine Zufahrtsstraßen gibt, ist das alte System der Maultierpfade noch immer in Gebrauch. Besonders reizvoll sind die engen Gässchen der Dörfer, in denen sich die Bauernhäuser auf engem Raum konzentrieren. Vor allem seit dem Erdbeben von 1976 gibt es in den Dörfern kaum mehr ständige Bewohner. Notquartiere in Containern waren nicht möglich. Einige Häuser dienen als Wochenendsitze, viele verfallen. Nur in Stavoli versorgt eine Materialseilbahn von Campiolo di sopra die wenigen Bewohner auch im Winter.
Eine sechsstündige Rundwanderung, die die Abtei von Moggio als Ausgangs- und Endpunkt hat, gilt als eine der „schönsten und außergewöhnlichsten Tageswanderungen“ in Friaul. Geschichtlich gesehen sind Dörfer eine mittelalterliche Gründung des Klosters San Gallo in Moggio. Trotz der Höhenlage zwischen 510 und 567 m Seehöhe ist das Gebiet am Fuße des Monte Palevierte (1785 m ü. A.) für den Gemüseanbau sehr gut geeignet.
Ein stark ansteigender Maultierpfad führt über einen Sattel, hinter dem das Fellatal zurückbleibt, nach eineinhalb Stunden Fußmarsch von Moggio nach Moggessa di Quá (furlan Muiesse di ca), auf Deutsch etwa „Klein-Mossach diesseits“. Moggessa di Quá ist von Moggio ca. drei Kilometer entfernt. Anfang des 20. Jahrhunderts lebten noch 200 Bewohner weitgehend autark in Moggessa di Quá; jetzt sind es nur mehr fünf. Durch Wasser- und Stromanschlüsse wurde das besonders im Winter sehr einsame Leben in den Bergen etwas erleichtert. Seit dem Erdbeben besteht das Dorf überwiegend aus Ruinen, die nach und nach von Gestrüpp überwuchert werden. In den Dörfern finden sich viele Beispiele ländlicher Architektur, die charakteristisch für diese Berggegend sind. Die Häuser, durchwegs aus Stein, sind hoch und haben bis zu vier Geschosse. Sie sind sehr eng aneinander gebaut. Die Gassen sind kaum mehr als einen Meter breit. In der Mitte der Dörfer gibt es gemeinsame Brunnen. Viele der Holzbalkone auf der Südseite sind schon verfallen. Typisch sind auch die außen angebauten Kamine für die Fogolâre, die offenen Herde im Friaul. Anders als in der Umgebung sind die Dächer hier relativ flach.
Nach der Durchquerung einer tiefen Schlucht erreicht man nach einer halben Stunde Wegzeit Moggessa di Lá (Muiesse di lá), das „Klein-Mossach jenseits“. In der Schlucht zwischen Moggessa di Quá und di Lá, am Mulin-Bach, sind noch die letzten Reste einer Mühle zu sehen, die bis 1962 in Betrieb war. Der Verbindungsweg zwischen den Dörfern ist, anders als nach Moggio hinunter, weniger steil und in einem besseren Zustand, sodass man zwischen den beiden Dörfern gegebenenfalls via Geländemotorrad verkehren kann. Am Ortsanfang steht eine kleine Kirche. Einen Friedhof gibt es allerdings nicht. Im verwinkelten Kern treffen mehrere gepflasterte Gassen zusammen. Fünf Häuser sind noch bewohnt. Am unteren Ortsrand zu den Feldern hin steht das größte und auffälligste Haus, ein altes Handwerkerhaus mit zwei übereinander liegenden Arkadenreihen, deren untere Bögen offen sind. Zwei weitere noch erhaltene Bögen eines verfallenen Hauses zeigen, dass dieses Stilelement hier häufiger eingesetzt wurde. Bis 1960 gab es hier sogar eine Schule.
Mit ca. eineinhalb Stunden Gehzeit führt ein Fußweg nach Stavoli (i Stâi), das zu Fuß auch von Campiolo aus erreicht werden kann. stavoli bezeichnet Häuser aus Naturstein und Holz. Vom Weg aus Moggessa di Lá muss der Torrente Glagno ohne Brücke (er ist an der Furt bei Normalwasser ca. 40 cm tief) durchquert werden. Auch in dieser Schlucht befinden sich die Ruinen einer Mühle. Man schaffte das Getreide zum Mahlen hinunter in die Schlucht und das Mehl anschließend wieder hinauf. Stavoli ist der höchstgelegene, aber belebteste der drei Orte, da hier Lebensmittel und Baumaterialien mit einer Seilbahn herangeschafft werden können. Bedingt durch die natürlichen Gegebenheiten (die für Felder geeigneten Flächen um das Dorf sind deutlich umfangreicher als in Moggessa) war es das größte Dorf. Heute noch gibt es um das Dorf Gärten, Kartoffeläcker, Obstbäume und kleinflächigen Weinanbau. Die landwirtschaftliche Arbeit muss weitgehend mit den Händen erledigt werden. Die schmalen Wege erlauben gerade noch den Einsatz sogenannter Einachsschlepper. Ein solcher dient auch zum Transport von Waren zwischen dem Dorf und der abseits gelegenen Seilbahnstation. Einer der Bauern baut Lavendel an, der in Venzone vertrieben wird. Für ein Bauerndorf auffällig sind architektonische Stilelemente des 19. Jahrhunderts wie Außenstukkaturen und reich verzierte Eingangstüren. Eine Gedenktafel auf dem Haus Nr. 70 verweist auf das Geburtshaus des friulanischen Dichters Egiziano Pugnetti (1847–1917). Draußen auf den Feldern steht eine turmlose Kirche, auch hier ohne Friedhof.

## Naturschutzgebiet Riserva Natural Val Alba
In den Bergen zwischen Val Aupa und dem Canal del Ferro befindet sich das Naturschutzgebiet Riserva Natural Val Alba.
Der abgelegene Bereich umfasst ein Gebiet von 3000 Hektar im Gemeindegebiet von Moggio Udinese. Das größte Bergtal im Naturschutzgebiet ist das Val Alba. Die höchsten Berge sind an der Ostgrenze, der Monte Chiavals (2098 m) und der Monte Zuc dal Bor (2195 m). Der höchste Berg im Gebiet ist der Monte Crostis (1898 m). Das schwer zugängliche Gebiet ohne Siedlungen ist am besten über das Val Alba erreichbar, in das es eine Straße von Pradis hinaufführt. Das Gebiet wurde 2006 mit Förderung der Europäischen Union und mit Hilfe der Region Friaul-Julisch Venetien eingerichtet. Die Verwaltung erfolgt über den Parco Naturale Regionale delle Prealpi Giulie im Résiatal.

## Söhne und Töchter
- Peter Rudolfi (1793–1852), österreichischer Maurermeister und Politiker
- Max Cordignano (1851–1898), Architekt und Baumeister
- Hugo Cordignano (1882–1959), Maler, Bildhauer, Musiker und Komponist